# Geschiedenis van Frankrijk
Dit artikel geeft beknopt en chronologisch de geopolitieke en culturele ontwikkelingen van de geschiedenis van Frankrijk weer.
De geschiedenis van Frankrijk begint met de eerste menselijke bezettingen van het gebied dat overeenkomt met het huidige land. Aan de groepen die sinds het Paleolithicum en het Neolithicum aanwezig waren, werden in de Bronstijd en de IJzertijd opeenvolgende golven Kelten, in mindere mate Germanen en Romeinen toegevoegd. De grenzen van het moderne Frankrijk zijn ongeveer dezelfde als die van Gallië, alhoewel het huidige België en Luxemburg, een deel van Duitsland en het zuiden van Nederland in geografisch opzicht ook bij Gallië hoorden. Het zuiden werd beïnvloed door de mediterrane culturen van de Grieken die Marseille gesticht hadden, de Etrusken en de Romeinen. In de regio's aan het Kanaal en de Noordzee was er een culturele uitwisseling tussen Gallië en Groot-Brittanië.
Vervolgens kwamen in de 4e eeuw van Germaanse volkeren (Franken, Visigoten, Alemannen, Bourgondiërs) en in de 9e eeuw de Vikingen die Noormannen werden genoemd.
Sinds het Verdrag van Verdun in 843 kent Frankrijk enige continuïteit als bestuurlijke en culturele eenheid. Frankrijk is daarmee de oudste nog bestaande geopolitieke factor in de Europese machtsverhoudingen. Parijs is al sinds 508 een hoofdstad, door toedoen van de Frankische koning Clovis I. De landsgrenzen liggen sinds de Vrede van Nijmegen in 1678 redelijk vast. Ze vallen voor een groot deel samen met natuurlijke grenzen. Corsica werd echter pas in de tweede helft van de 18e eeuw een deel van Frankrijk. Naast de Germaanse Franken, die hun naam aan het land hebben nagelaten, leefden nog vele andere stammen, volken en groeperingen in wat nu Frankrijk genoemd wordt. Onder de andere Germaanse stammen die hun stempel op het land gedrukt hebben waren vooral de West-Gothen, die aanvankelijk Toulouse als hoofdstad hadden en de Bourgondiërs belangrijk.

## Prehistorie

### Paleolithicum

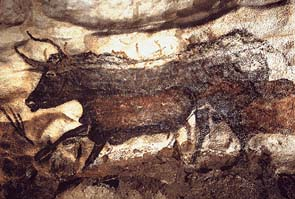
Een stier uit de Grot der Stieren bij Lascaux

Het huidige grondgebied van Frankrijk is al minstens enkele tienduizenden jaren bewoond. Opgravingen hebben zelfs overblijfselen van Homo heidelbergensis, neanderthalers en vroege moderne mensen uit het paleolithicum aan het licht gebracht. Vooral het huidige departement Dordogne is rijk aan prehistorische vindplaatsen. Grotschilderingen zoals die van de cro-magnonmens geven een indruk van de hoogstaande artistieke prestaties van deze vroege bewoners. De beroemdste grot is die van Lascaux, circa 17.000 jaar oud en in 1940 ontdekt. Belangrijk voor onze kennis van kunst en werktuigen van de vroege moderne mens zijn ook de Grottes des Combarelles. De meest recente ontdekking van zo'n grot vond plaats in 2005, de Grotte du Visage bij het dorp Vilhonneur in het departement Charente.

### Neolithicum
Uit het Neolithicum zijn er nog menhirs, dolmens en andere megalieten in Bretagne en elders in Frankrijk bewaard gebleven. Het doel daarvan is niet altijd duidelijk, maar vermoedelijk hadden ze een religieuze betekenis.

## Galliërs en Griekse kolonisten

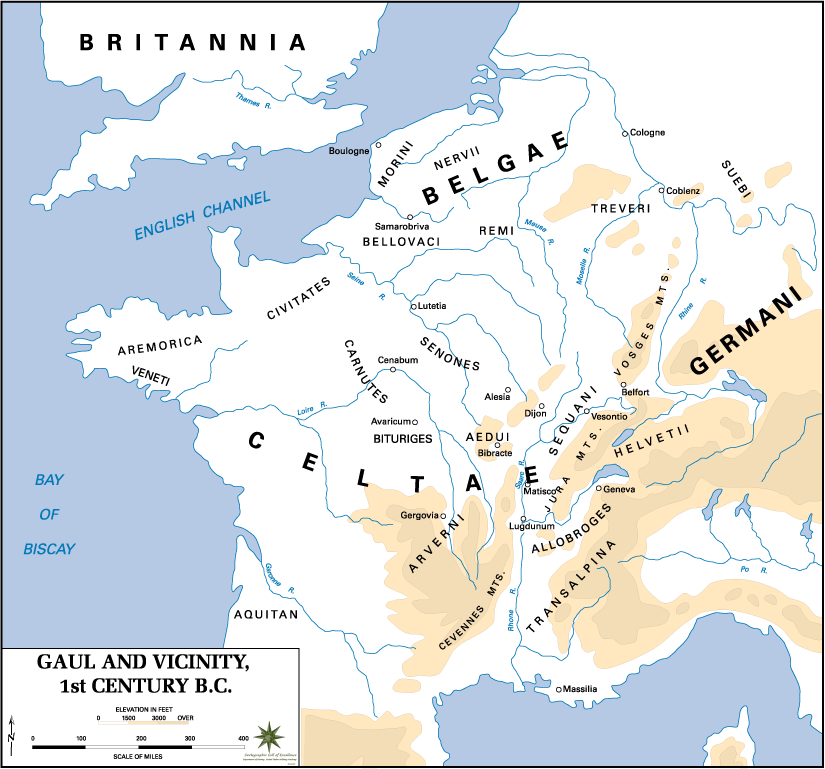
Gallia in de 1e eeuw v.Chr.

Rond 1000 v.Chr. drongen Keltische stammen het land binnen vanuit het huidige Zwitserland en Zuid-Duitsland en mengden zich met de oorspronkelijke bewoners. Zij zouden bekend worden als Galliërs. Het waren geduchte krijgers en bekwame ambachtslieden (getuige bijvoorbeeld het vele fraaie smeedwerk dat is gevonden en ook door de Romeinen hoog gewaardeerd werd), maar hebben geen geschreven teksten nagelaten. Zij waren dus vermoedelijk geheel op mondelinge overlevering aangewezen. Aan gecentraliseerd bestuur zijn ze (dus) niet toegekomen. Het bleven onafhankelijke stammen, die verwante Keltische talen en dialecten spraken.
De geschreven geschiedenis van Frankrijk begon rond 600 v.Chr. met Griekse kolonisatie. Griekse kolonisten, vooral afkomstig van de Ionische stad Phocaea. Zij stichtten langs de mediterrane kust, in de Provence en de Languedoc diverse nederzettingen, met als belangrijkste en machtigste stad Massilia (nu bekend als Marseille). Andere belangrijke Griekse nederzettingen waren Nikaia (Nice), Agathi (Agde), Antipolis (Antibes) en Megalonia (Maguelone). Ook veel andere plaatsen in Zuid-Frankrijk hebben Griekse wortels. De rivier de Rhône bood goede toegang tot de door de Keltische Galliërs bevolkte binnenlanden, waarmee zich een levendige handel ontwikkelde. Er zijn ook pogingen ondernomen om in Keltische talen te schrijven met het Grieks alfabet. Zuid-Franse dialecten dragen nog altijd de sporen van Griekse invloed uit die tijd. Een ander en belangrijker blijvend gevolg van de Griekse kolonisatie van Zuid-Frankrijk is de wijnbouw.
De Griekse koloniën waren vaak in conflict met de op handelsgebied concurrerende Etrusken en Carthagers. Daarom verbonden de Griekse stadstaten van de Franse kust zich met de opkomende Romeinen die eveneens vijanden van deze twee handelsvolkeren waren.

## Romeinse tijd
Na de Punische oorlogen waren deze concurrenten uitgeschakeld maar de Keltische stammen van Zuid-Frankrijk zorgden soms ook voor overlast voor de Griekse steden. De Romeinen werden tussen 181 v.Chr. en 132 v.Chr. regelmatig door de Griekse kolonisten in Zuid-Frankrijk te hulp geroepen tegen de Liguriërs en andere agressieve Kelten. In 121 v.Chr. brachten de Romeinen dit gebied onder permanente controle; het heet nu de Provence (afgeleid van het Latijnse provincia). Zij leverden echter de grootste veldslagen met rondtrekkende Germaanse Kimbren en Teutonen, die dreigden het Italiaanse schiereiland binnen te vallen. In die tijd stichtten de Romeinen Aquae Sextiae, het latere Aix-en-Provence. Het westelijker gelegen Narbonne werd in 22 v.Chr. de hoofdstad van de nieuwe provincie Gallia Narbonensis, die de hele Franse zuidkust en de zuidelijke Alpen omvatte.

### Verovering van heel Gallië
In 52 v.Chr. bracht Julius Caesar, die toen consul van Gallia Cisalpina was, na een bloedige campagne van enkele jaren heel Gallië onder Romeins bewind. De aanleiding voor deze campagne was het 'te hulp komen' van Gallische stammen in hun onderlinge machtsstrijd. De Romeinen zouden er vijf eeuwen blijven en noemden dit hele gebied Gallia Transalpina. Massilia was tijdens de verovering van de Provence nog redelijk zelfstandig gebleven als Griekse kolonie, maar daar kwam een eind aan in de burgeroorlog tussen Pompeius en Caesar, toen de stad partij koos voor de verliezer Pompeius.

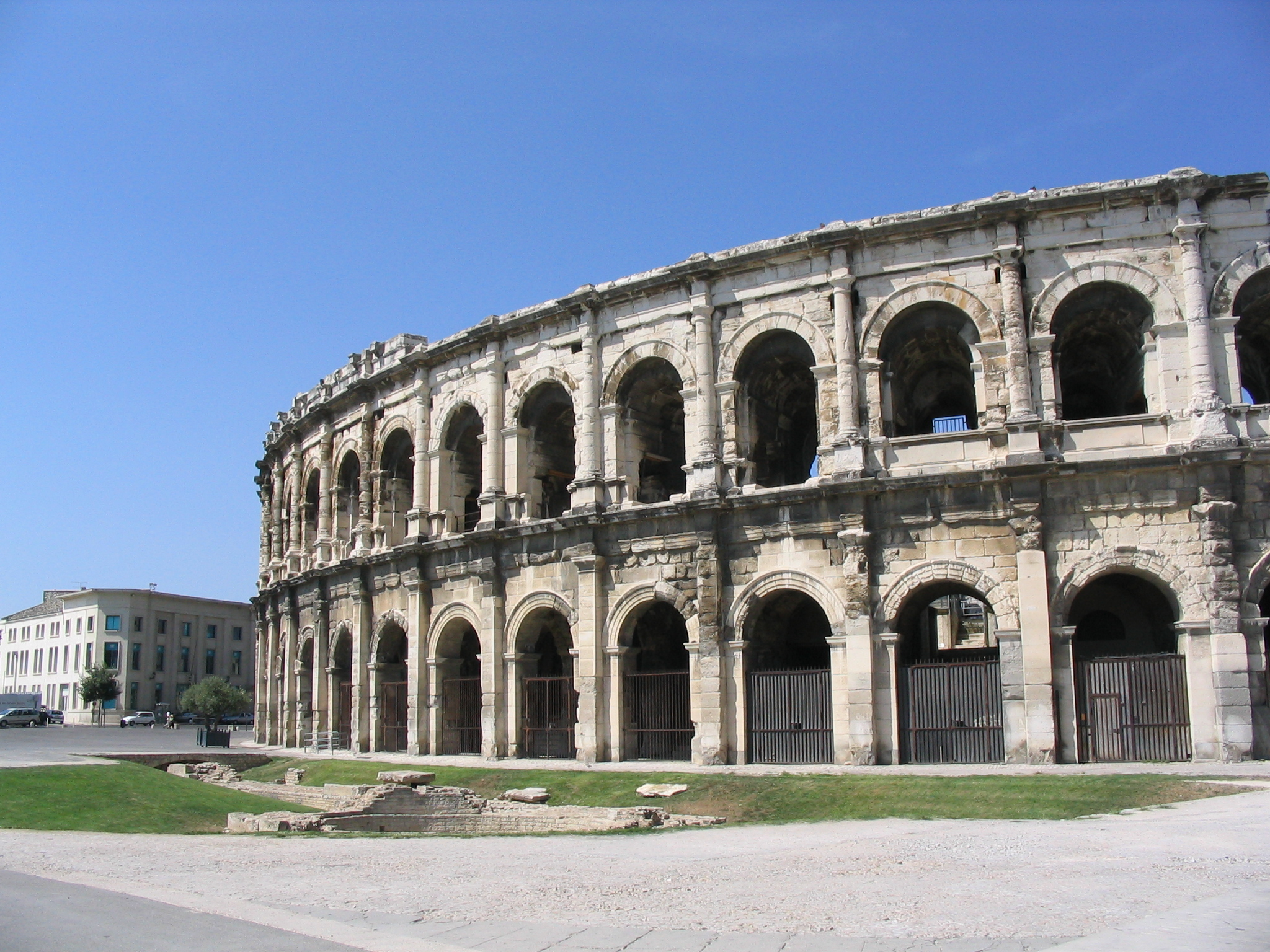
Arena van Nîmes (1e eeuw n.Chr.)

Massilia werd later ingedeeld bij de Romeinse provincie Gallia Narbonensis. Geleidelijk werd het Latijn, zoals in heel Gallië, steeds meer de hoofdtaal, hoewel de elite nog lang Grieks bleef spreken. Caesars verovering wordt in het algemeen beschouwd als het begin van de Franse nationale geschiedenis, omdat hiermee de Romaanse identiteit van het land bepaald werd.

### Romanisering van Gallië
In de 2e eeuw bereikte Nîmes onder de naam Nemausus een hoogtepunt als regionaal centrum van Romeinse macht en cultuur, waarvan de nalatenschap in de Provence nog steeds te bezichtigen is. Het aquaduct Pont du Gard en de arena van Nîmes zijn er de bekendste voorbeelden van. Er ontwikkelde zich geleidelijk aan een Gallo-Romeinse cultuur, waarin het Keltische element steeds meer plaatsmaakte voor het Romeinse. De hogere levensstandaard die de Romeinse cultuur met zich meebracht en het bestaan van een Romeinse schrijfcultuur, in combinatie met de politieke en militaire macht van Rome speelden hierin een grote rol. In de eerste eeuwen van onze jaartelling moet de basis zijn gelegd voor de Franse taal, die van het Latijn afstamt, met toevoeging van Keltische en Germaanse elementen; schriftelijke bewijzen hiervan daterend van voor de 9e eeuw zijn niet bewaard gebleven. Door de hogere levensstandaard werden Germaanse stammen aangetrokken van buiten de Romeinse invloedssfeer. Er waren af en toe lokale opstanden, maar die werden door het Romeinse gezag lange tijd effectief neergeslagen. Ondanks herhaaldelijke vervolging door de Romeinse machthebbers raakte het christendom steeds meer verbreid. Ireneüs van Lyon, afkomstig uit Klein-Azië, was de belangrijkste figuur in deze ontwikkeling; hij zou in 202 een martelaarsdood zijn gestorven.
In 260, dus tijdens de Romeinse crisis van de 3e eeuw, ontstond het onafhankelijke Gallische keizerrijk, dat echter 14 jaar later weer verdween omdat keizer Diocletianus deze crisis wist te bezweren. Tegelijkertijd begonnen echter de Germaanse Franken vanuit het noordoosten op te dringen. Een migratie van Kelten vond plaats in de 4e eeuw in Armorica. Ze werden geleid door de legendarische koning Conan Meriadoc en kwamen uit Groot-Brittannië. Ze spraken de inmiddels uitgestorven Britse taal, die evolueerde naar de Bretonse, Cornish en Welshe talen.

### Einde van de Romeinse periode
Als gevolg van de Rijnoversteek in 405/406 werd Gallië overspoeld door barbaarse volken (Vandalen, Sueven en Alanen). In die zelfde periode kwam het Romeinse leger in Britannia in opstand en stak over naar het vasteland. De Gallische en Spaanse provincies schaarden zich onder usurpator Constantijn III.
De Romeinse generaal Constantius III herstelde het Romeinse gezag in het westen. In 418 werd de provincie Aquitaine aan de Goten gegeven in ruil voor hun steun tegen de Vandalen en Alanen in Spanje. Diezelfde Goten hadden Rome in 410 ingenomen en een hoofdstad in Toulouse gevestigd. Toen halverwege de jaren twintig in het westelijke rijk opnieuw sprake was van een machtsstrijd kwamen de Goten onder Theodorik I in opstand.
Het Romeinse Rijk had moeite om de barbaarse nieuwkomers - met wie foederati-verdragen werden afgesloten - binnen het rijk te integreren, en generaals als Constantius III en Aëtius moesten deze stammen tegen elkaar uitspelen om enige Romeinse controle te behouden. Aētius gebruikte de Hunnen tegen de Bourgonden. De Hunnen, verenigd door Attila, werden een grotere bedreiging, en Aëtius gebruikte de Visigoten tegen de Hunnen. Het conflict culmineerde in 451 in de Slag bij Châlons, waarin de Romeinen en bondgenoten Attila versloegen.
Omstreeks 465 verloor het Romeinse Rijk haar invloed over Gallië. Aquitanië werd zeker overgelaten aan de Visigoten, die al snel een aanzienlijk deel van Zuid-Gallië en het grootste deel van het Iberisch schiereiland zouden veroveren. De Bourgonden claimden hun eigen koninkrijk in het zuidoosten, en Noord-Gallië werd praktisch overgelaten aan de Franken.

## Middeleeuwen

### Frankische Rijk

De expansie van het Frankische Rijk

In 395 was het Romeinse Rijk, naar achteraf bleek, definitief in een Oost- en West-Romeins Rijk gesplitst. In 476 stortte het West-Romeinse Rijk definitief in door de interne problemen en door de invallen van de Germaanse 'barbaren' in het kader van de Grote Volksverhuizing. Een deel van Noord-Frankrijk was toen al in handen van de Germaanse Franken. In 451 had de Salisch-Frankische leider Merovech zich nog verdienstelijk gemaakt als bondgenoot van de Romeinen tegen de Hunnen bij de Slag op de Catalaunische Velden. Hiermee werd de basis gelegd voor de Merovingische dynastie. Deze Franken bekeerden zich in 496 onder de Merovingische koning Clovis tot het katholieke christendom. Niet alleen zijn katholieke vrouw Clothilde, maar ook politieke overwegingen zullen hier een rol gespeeld hebben, omdat de bevolking al in meerderheid katholiek was, en Clovis zo beter aansluiting kreeg met zijn katholieke onderdanen en daarmee de steun kreeg van de katholieke clerus en Gallo-Romeinse aristocratie. Het door Clovis gestichte Frankische Rijk was het eerste Europese rijk dat officieel katholiek werd sinds de val van het West-Romeinse Rijk; daarom wordt Frankrijk wel de oudste dochter van de katholieke kerk genoemd. Clovis vestigde zijn machtscentrum in Parijs, zoals Lutetia sinds 212 heette. Sindsdien is Parijs altijd het centrum van de Franse staat gebleven. De Franken vormden slechts een dunne toplaag op de Gallo-Romeinse bevolking. Dit zal eraan hebben bijgedragen dat de Franken steeds verder romaniseerden. In snel tempo versmolt de oude Gallo-Romeinse toplaag door onderlinge huwelijken met de nieuwe Frankische elite. De Franken onderscheidden zich daarmee van de eveneens Germaanse Goten elders in Europa, die meestal het arianisme aanhingen en in veroverde gebieden hun Germaanse taal bleven spreken, zodat er een kloof bleef tussen de heersers en de onderdanen. Vanuit de Frankische machtscentra verbreidde het katholieke christendom zich verder onder de Gallo-Romaanse onderdanen. Latere invallers, zoals de Noormannen, zouden door dezelfde oorzaken eveneens geromaniseerd worden en het katholieke christendom aannemen.
Een uitzondering op dit algemene patroon vormde Bretagne. Terwijl elders in Frankrijk het gebruik van Keltische talen in de 7e eeuw verdwenen was, zorgde grootschalige Keltische migratie vanaf de 6e eeuw vanuit Cornwall en Wales (onder druk van Angelsaksische invallers aldaar) voor een versterking van het Keltische element, dat bijdroeg aan 1000 jaar succesvolle verdediging tegen Frankische, respectievelijk Franse macht en invloed. In de 9e eeuw riepen de Bretoenen hierbij soms de Noormannen te hulp. Rond 1488 werd het hertogdom Bretagne dan toch onderworpen aan de koning van Frankrijk en pas in de loop van de 19e eeuw werd de Bretonse taal in brede lagen van de bevolking verdrongen door het Frans. Tegenwoordig leidt het Bretons een moeizaam bestaan als minderheidstaal.
Het oosten van Frankrijk werd in het begin van de 6e eeuw beheerst door de Germaanse Bourgondiërs. De Visigoten beheersten een gebied dat heel Frankrijk ten zuiden van de Loire en vrijwel het hele Iberische Schiereiland omvatte. Clovis' Frankische Rijk besloeg aan het eind van zijn bewind in 511 al een groot deel van het westen en noorden van het huidige Franse grondgebied, maar viel na Clovis' dood weer uiteen in diverse koninkrijken. In de loop van de 6e eeuw werden niettemin de gebieden ten noorden van de Pyreneeën door de Franken ingelijfd. Begin 8e eeuw rukten de islamitische Saracenen (ook wel Moren genoemd) plotseling zeer snel op vanuit het Iberische Schiereiland, waar zij sinds 711 de daar bestaande Visigotische koninkrijken vrijwel helemaal van de kaart hadden geveegd. De Franken konden zich vanaf 732 voldoende verenigen onder leiding van Karel Martel, een hofmeier van de Merovingers, om de Saracenen zuidwaarts terug te drijven over de Pyreneeën. De Slag bij Poitiers (732) en de in het Roelandslied vereeuwigde Slag van de Roncevaux-Pas (778) vormen hoogtepunten in deze strijd, die bijdroeg aan de opkomst van de Karolingische dynastie. Karel de Grotes paladijn Willem met de Hoorn veroverde hierbij het gebied rond Orange en verdiende hiermee als eerste de titel 'Graaf van Orange'. Noord-Italië werd in 774 op de Oost-Germaanse Lombarden veroverd en de Turks-Mongoolse Avaren werden tussen 791 en 797 verslagen in de Donauvlakte. De Franken veroverden ook aanzienlijke gebieden ten oosten van de Rijn, waarbij zij de nog heidense Germaanse Saksen 'met tongen van ijzer', dat wil zeggen met het zwaard, bekeerden tot het katholieke christendom. De expansie van het Frankische Karolingische Rijk bereikte een hoogtepunt in 814 onder Karel de Grote. In 800 had hij zich al tot keizer laten kronen door paus Leo III in Rome. Karel had deze paus niet geheel belangeloos gesteund bij een machtsstrijd in het Vaticaan. Hiermee werd de status van het Karolingische Rijk als opvolger van het West-Romeinse Rijk en tegenhanger van het Oost-Romeinse Rijk bezegeld. Vooral om dit laatste was het de paus te doen; hij wilde onafhankelijker van het Oost-Romeinse Rijk worden.

### Karolingische renaissance en opdeling van het Karolingische Rijk
In cultureel opzicht was er sprake van een Karolingische renaissance, die door Karel de Grote persoonlijk gestimuleerd werd. De spreekwoordelijke 'donkere Middeleeuwen' werden wat opgeklaard. Het Latijn kreeg een officiële status als cultuurtaal; het zich uit het Volkslatijn ontwikkelende Frans was er kennelijk nog niet rijp voor. Op het concilie van Tours, door Karel de Grote bijeengeroepen in 813, werd echter wel bepaald dat in de kerken gepreekt moest worden in de volkstaal in plaats van het Latijn. Uit 842 dateert de oudste bewaard gebleven Franse tekst, in het tweetalige (Frans en Duits) document de Eed van Straatsburg, waarin Karel de Kale en Lodewijk de Duitser ten koste van hun broer Lotharius de deling van het rijk in 843 voorbereidden. Het Oudfrans kwam pas in de 10e eeuw voort uit het meest dominante van alle dialecten waaruit de noordelijke langue d'oïl bestond. In het zuiden ontwikkelde de langue d'oc zich verder, met een eigen literaire cultuur, maar bleef wel dichter bij het Latijn dan de langue d'oïl.
Uit de in dit document voorgestelde deling zijn in 843 krachtens het Verdrag van Verdun het West-Frankische Rijk, het Oost-Frankische Rijk en daartussenin Midden-Francië voortgekomen.

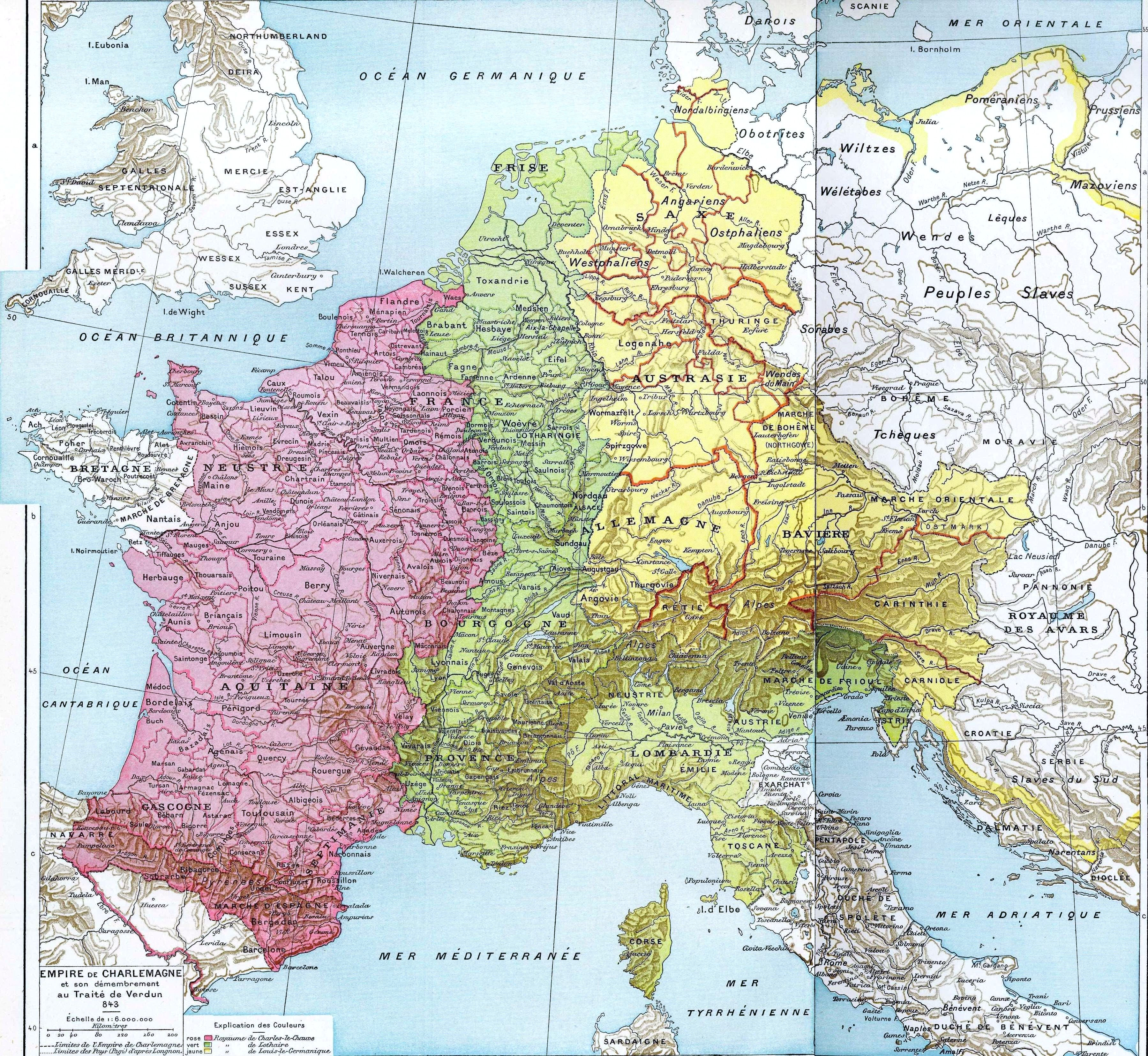
Verdeling van het Frankische Rijk bij het Verdrag van Verdun (843)

Laatstgenoemd deel, dat zich uitstrekte van Friesland in het noorden tot halverwege het Italiaanse schiereiland in het zuiden, bleek geen levensvatbare eenheid; het viel in 855 bij de dood van Lotharius I alweer uit elkaar en de brokstukken werden op den duur grotendeels opgeslokt door het West-Frankische Rijk en het Oost-Frankische Rijk.
Het land dat aan de Franken zijn naam ontleent, heeft zich sindsdien geleidelijk tot een natiestaat ontwikkeld met Parijs als machtscentrum en de van het Latijn afgeleide voertaal Frans. De dynastie der Karolingers werd in 987 opgevolgd door die van het Huis Capet. Parijs werd toen ook officieel de hoofdstad. In die tijd kreeg de feodale maatschappijstructuur vorm; de onwerkbaar gebleken praktijk van de rondreizende koning uit de vroegmiddeleeuwse Merovingische tijd werd vervangen door een decentrale bestuursstructuur die beter aansloot bij de maatschappelijke realiteit, waarin een nationaal saamhorigheidsbesef ontbrak; voor zover er loyaliteit aan een machthebber was, betrof dit een plaatselijke leenheer, die loyaliteit verschuldigd was aan een hogere leenheer of direct aan de koning. Het leenheerschap kreeg een erfelijk karakter, waardoor de adel ontstond, met graven, hertogen, en op lager niveau baronnen, markiezen en jonkheren. Ongeveer tegelijk met het uiteenvallen van het Karolingische Rijk begonnen de invallen van de uit Scandinavië afkomstige Vikingen, ook bekend als de Noor(d)mannen, waarvan Frankrijk net als vele andere delen van Europa twee eeuwen lang te lijden had. Deze invallen, die aanvankelijk plaatselijke verrassingsaanvallen waren, hebben de feodale bestuursstructuur in de hand gewerkt. Het centrale gezag kon niet snel genoeg reageren op zulke aanvallen, zodat initiatief van plaatselijke machthebbers onontbeerlijk werd. Uiteindelijk vestigden een aantal van de invallers zich aan de noordkust, in een gebied dat daarom het hertogdom Normandië (het land van de Noormannen) genoemd werd. De Normandiërs behielden tot 1204 een eigen identiteit en een grote mate van onafhankelijkheid, die eigen militaire avonturen mogelijk maakte, onder andere tijdens de kruistochten in het huidige Syrië en tijdens de Reconquista op het Iberische Schiereiland als bondgenoten tegen de Saracenen. In Zuid-Italië werd in de 11e eeuw zelfs een Normandisch koninkrijk gesticht, ten koste van Moorse invloed. In 1066 lanceerden de ondertussen verfranste Normandiërs ook een succesvolle aanval op het toen nog Angelsaksische Engeland, waardoor dit land een Franssprekende heersende klasse kreeg. Deze zou blijvende invloed op de Engelse taal en cultuur uitoefenen. Dat de Kanaaleilanden tot op de dag van vandaag Brits kroondomein zijn (zij het buiten het Verenigd Koninkrijk), is te herleiden tot de Normandische verovering van 1066, toen die eilanden tot Normandië behoorden.

### Kerkelijke cultuur; kruistochten
De kerstening van West-Europa was rond het jaar 1000 ongeveer voltooid. Velen meenden toen dat daarmee het einde der tijden aanstaande was. Toen de wereld niet bleek te vergaan, veerde heel christelijk Europa op. Er werden duizenden kerken en kloosters gebouwd, die niet alleen een religieuze functie hadden, maar zich ook ontwikkelden tot centra van cultuur en geleerdheid. In die tijd konden namelijk vrijwel alleen monniken en hogere geestelijken lezen en schrijven. In 1098 werd op Frans grondgebied de cisterciënzer kloosterorde gesticht, in de abdij van Cîteaux. In de 11e en 12e eeuw ontwikkelde zich de romaanse bouwstijl (zwaar, donker, met kleine ramen onder ronde bogen). Van de 12e tot de 15e eeuw ontwikkelde zich de gotische bouwstijl, die in Frankrijk vooral in het noordelijke deel een rijke erfenis heeft nagelaten. De Notre-Dame van Parijs en de kathedraal van Chartres zijn wellicht de beroemdste voorbeelden. Dankzij de innovatie van luchtbogen en steunberen kon men heel hoge kerken bouwen met relatief dunne muren, waarin grote gebrandschilderde ramen met spitsbogen gezet konden worden.
Een andere expressie van een nieuwe christelijk-Europese identiteit waren de kruistochten, die een tot dan toe ongekend multinationaal karakter hadden. Tussen 1096 en 1270 speelde Frankrijk een belangrijke rol in vier van de negen kruistochten. De eerste werd geïnitieerd door de Synode van Clermont in de abdij van Cluny. Van de tweede kruistocht was Bernard van Clairvaux de gangmaker. Deze kruistochten hadden geen blijvend militair resultaat, maar hadden wel culturele uitwisseling tussen West-Europa en het Midden-Oosten tot gevolg en bestendigden de rivaliteit tussen het christendom en de islam, die al dateerde uit de 7e eeuw.

### Centralisatie; nationale cultuur
In 1190 was Filips Augustus de eerste koning die zich Rex Franciae (koning van Frankrijk) ging noemen in plaats Rex Francorum (koning der Franken). In de loop van de 13e eeuw bewerkstelligde de Franse kroon grote gebiedsuitbreidingen in het zuiden, waar na een pauselijke kruistocht tegen de 'ketterse' Katharen (1209) de Languedoc door Frankrijk werd ingelijfd. Koning Filips IV ('de Schone') trachtte ook het graafschap Vlaanderen in te nemen, maar zijn leger werd in de Guldensporenslag bij Kortrijk in 1302 in de pan gehakt.

Frankrijk na de Honderdjarige Oorlog

Rond 1300 maakte deze koning een begin met de professionalisering en centralisering van het landsbestuur. In de loop van de eeuwen zou Frankrijk het meest centralistisch bestuurde land van West-Europa worden. Dit ging ten koste van de feodale macht van de adel en van de katholieke kerk; dat laatste leidde tot een ernstig conflict met paus Bonifatius VIII. In 1309 ondermijnde Filips het gezag van de paus nog meer door een 'Babylonische ballingschap der pausen' af te dwingen, die inhield dat de paus moest resideren in Avignon, dat toen lag in het Graafschap Venaissin, een pauselijke enclave in het zuiden van Frankrijk. Hieraan kwam pas in 1377 een eind.
Vanaf de 13e eeuw was de literaire traditie van vooral hoofse lyriek en het epische chanson de geste voldoende ontwikkeld door troubadours en onder andere de dichter/schrijver Chrétien de Troyes om de Franse taal een zeker prestige te geven, ook buiten Frankrijk. Zo schreef bijvoorbeeld de 13e-eeuwse Florentijnse filosoof Brunetto Latini zijn 'Li Livres dou Tresor' in het Frans. De Gallo-Romaanse taal gesproken in Zuid-Frankrijk, de langue d'oc, speelde echter in die tijd de hoofdrol in de literatuur. Naarmate de algemene centralisatie van het land rond Parijs vorderde, zou de noordelijke taal, de langue d'oïl, steeds meer gaan domineren. Het huidige Standaardfrans is geheel op de langue d'oïl gebaseerd.
In de periode van 1315-17 werd met name Noord-Frankrijk getroffen door een grote hongersnood. In 1348 werd Frankrijk voor het eerst sinds meer dan zeshonderd jaar geconfronteerd met de Zwarte Dood, een pestepidemie die ook grote delen van de rest van Europa teisterde; naar schatting is een derde van de Europese bevolking omgekomen. De zuidelijke helft van het continent werd het zwaarst getroffen.

### Honderdjarige Oorlog
In 1152 trouwde Eleonora van Aquitanië met Hendrik II van Engeland en bracht haar leengebied Aquitanië in als bruidsschat. Opeenvolgende Engelse koningen waren sindsdien vaak zeer onwillig om de Franse koning eer te betuigen als leenheer voor dat gebied. Aquitanië werd dus een twistappel tussen Engeland en Frankrijk. Frankrijk en Schotland verbonden zich in 1295 in de 'Auld Alliance', die Engeland vanuit het noorden en het zuiden permanent bedreigde. Toen Engeland in 1334 weer eens in oorlog was met Schotland, mocht koning David II van Schotland naar Frankrijk vluchten; Engeland verleende de Franse in ongenade gevallen koninklijke adviseur Robert III van Artesië gastvrijheid en bovendien een Engelse adellijke titel. Dit was voor Filips VI van Frankrijk de aanleiding om Aquitanië op te eisen. Op advies van Robert deed de succesvolle koning Eduard III van Engeland toen aanspraak op de Franse troon, op grond van de Franse afkomst van Eduards vrouw Filippa van Henegouwen. De Franse adel wilde hem niet, verwijzend naar de Salische wet, waarna in 1337 de vijandelijkheden begonnen. Hoewel de bevolking van Frankrijk toen vier keer zo groot was als die van Engeland, was er vanwege de Engelse militaire superioriteit een Honderdjarige Oorlog voor nodig om Engeland en Frankrijk rond 1453 definitief te scheiden en een eind te maken aan alle Engelse bezittingen op het continent (met uitzondering van Calais, dat pas in 1558 zou worden opgegeven). Schotland trad af en toe op als bondgenoot van Frankrijk, krachtens de 'Auld Alliance'. In zowel Frankrijk als Engeland werd het nationale bewustzijn versterkt tijdens deze oorlog. Er circuleerden in Engeland geruchten dat 'de Fransen' zouden binnenvallen om de Engelse taal te vernietigen. Jeanne d'Arc, die de Engelsen in 1431 tot de brandstapel lieten veroordelen wegens hekserij, is nog altijd een nationale heldin in Frankrijk wegens haar verhoging van het Franse moreel aan het hoofd van de Franse troepen in een uitzichtloze situatie; in 1920 werd zij zelfs heilig verklaard.

## Vroegmoderne tijd

### Renaissance en godsdienstoorlogen

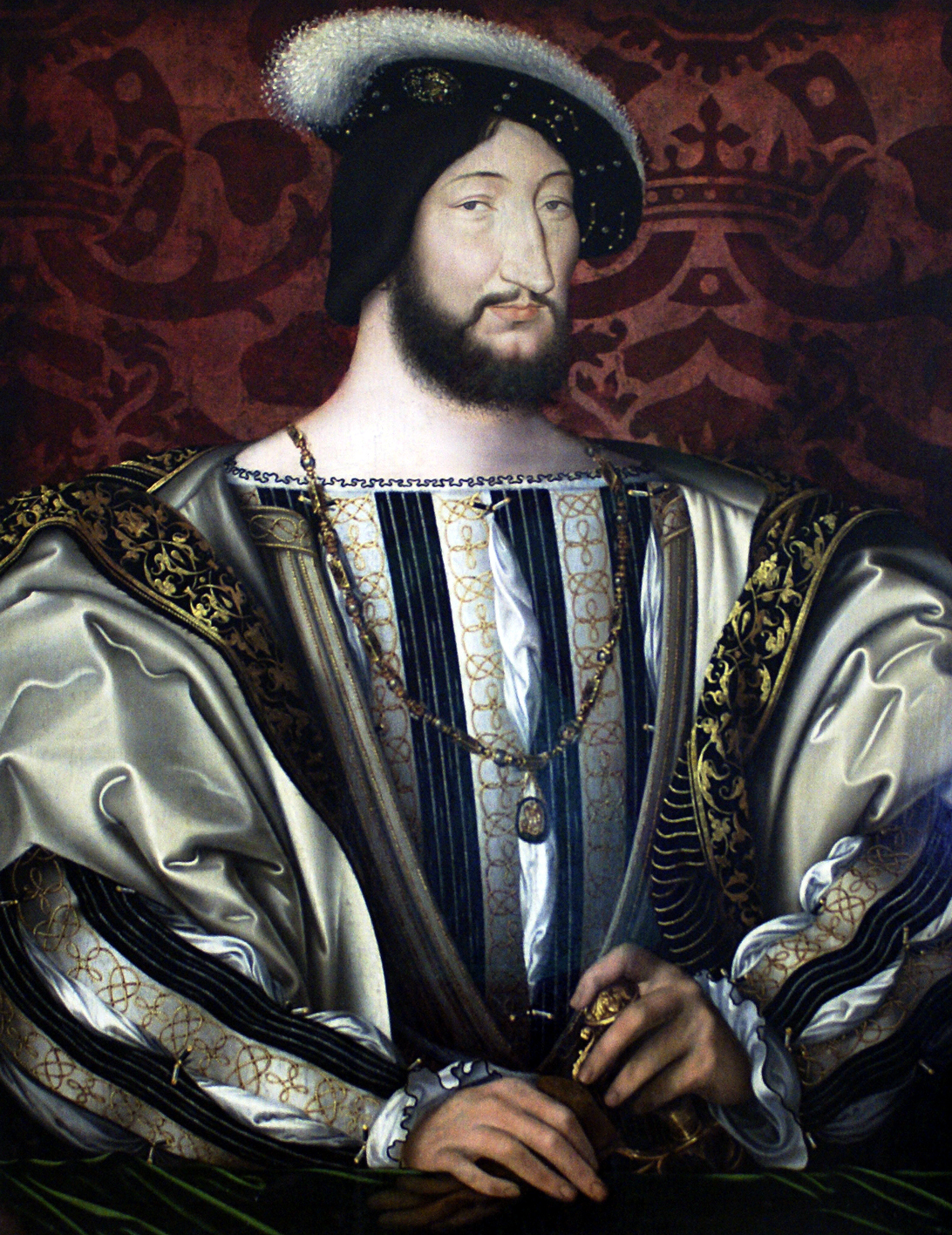
Frans I door Jean Clouet

Vanaf het midden van de 15e eeuw, nadat het de Honderdjarige Oorlog in zijn voordeel beslecht had, begon het land zich door zijn omvang (qua oppervlakte en bevolking) en zijn bestuursstructuur steeds meer te profileren als een grote Europese mogendheid. Uiteenlopende dichters en schrijvers als François Villon, Rabelais, Montaigne en Calvijn verhoogden het literaire en intellectuele prestige van de Franse taal. De invloed van de Italiaanse en klassieke Romeinse cultuur namen sterk toe, zodat er gesproken kan worden van een Franse renaissance. De Pléiade was een groep dichters met Pierre de Ronsard als voorman, die als de kerngroep van deze culturele stroming beschouwd kan worden. Zij stelden in 1549 een manifest op waarin hun idealen werden verwoord; het volgens hen nog barbaarse en vulgaire Frans moest een even hoge status krijgen als het Latijn en het Grieks. Koning Frans I heeft in het begin van de 16e eeuw als renaissance-vorst bij uitstek veel gedaan voor de nationale cultuur en de verdere centralisatie van het bestuur, met name door de stichting van het Collège de France en het invoeren van het Frans als officiële taal (Edict van Villers-Cotterêts, 1539). Het sinds de 14e eeuw uit de Langues d'oïl, respectievelijk het Oudfrans voortgekomen Middelfrans kreeg daarmee definitief de overhand op de zuidelijke Langue d'Oc. Er werd een serieus begin gemaakt met het structureren van de Franse grammatica. Er verschenen ook woordenboeken.
Frans I voerde veel oorlog met zijn grootste rivaal, de Habsburger Karel V, die hem van vele kanten kon belagen, omdat hij zowel keizer van Duitsland, heer van de Nederlanden als koning van Spanje was en ook veel invloed in Italië had. De inzet van de Italiaanse Oorlogen in de eerste helft van de 16e eeuw was het doorbreken van de omsingeling van Frankrijk door Karel V en diens Spaanse, Oostenrijkse en Duitse erfgenamen. Tot het midden van de 18e eeuw bleef de rivaliteit tussen Frankrijk en het huis Habsburg een centraal gegeven in de Europese machtsverhoudingen.
De protestantse Reformatie leidde in de 16e en begin 17e eeuw tot felle conflicten in West- en Centraal-Europa; in de tweede helft van de 16e eeuw woedden er in Frankrijk maar liefst acht Hugenotenoorlogen. Het was een tijd waarin Frankrijk het lijdend voorwerp was van interventie, vooral van Spanje, dat toen op het hoogtepunt van zijn macht was en Frankrijk van het protestantisme wilde redden. Engeland intervenieerde ten gunste van de protestanten. Frankrijk deed pogingen om banden aan te gaan met opkomende protestantse anti-Spaanse mogendheden Engeland en de jonge Nederlandse Republiek door de kroonprins Frans van Anjou in te zetten, maar die liepen op niets uit, vooral omdat hij katholiek was. Koning Filips II probeerde zijn dochter Isabella van Spanje eerst tot hertogin van Bretagne uit te laten roepen en later zelfs tot koningin van Frankrijk, maar ook deze plannen liepen op niets uit. In die tijd liep Frankrijk een achterstand op ten opzichte van de Spanjaarden, Portugezen en Engelsen in koloniale expansie en ontdekkingsreizen. In 1598 werd met het Edict van Nantes een compromis bereikt dat in aanzienlijke vrijheid van godsdienst voorzag voor de protestanten, al bleef het katholicisme de staatsgodsdienst. Van toen af zette onder de nu nog steeds gewaardeerde koning Hendrik IV een welkome periode van herstel in. In 1610 werd hij echter alsnog vermoord, omdat hij te veel ruimte zou hebben gegeven aan de protestanten en omdat zijn eigen katholicisme in twijfel werd getrokken.

### Absolute monarchie
Onder zijn opvolger Lodewijk XIII werd het koninklijk gezag verder versterkt, al was dit vooral door toedoen van de machtige kardinaal de Richelieu, die aanvankelijk regent was voor de jeugdige Lodewijk XIII en als grondlegger van de absolute monarchie kan worden beschouwd. Veelbetekenend is dat de Franse Staten-Generaal, die in 1302 door koning Filips de Schone voor het eerst als niet-permanent orgaan bijeen werden geroepen, tussen 1614 en 1789 nooit bijeen zijn geroepen. De godsdienstvrijheid werd teruggedraaid in twee stappen: in 1629 (na het Beleg van La Rochelle en het Beleg van Alès, waarbij de hugenoten hun politieke en militaire rechten verloren krachtens de Vrede van Alès) en 1685 (Edict van Fontainebleau). Tot de dag van vandaag heeft Frankrijk een grotere protestantse minderheid dan andere Latijnse landen als Italië, Spanje en Portugal, maar het land van Calvijn en de hugenoten bleef wel overwegend katholiek. Dit heeft op de Franse buitenlandse politiek minder invloed gehad dan op de Spaanse in de tijd van Filips II. Het 'raison d'état' vereiste in 1635 volgens de als regeringsleider fungerende kardinaal de Richelieu inmenging op Duits grondgebied in de Dertigjarige Oorlog (1618-1648), waarbij hij geen been zag in een bondgenootschap met de protestantse Zweden en Hollanders tegen Frankrijks traditionele Habsburgse rivalen in Duitsland en Spanje, al waren die katholiek. Het conflict met Spanje eindigde niet met de Vrede van Westfalen in 1648, maar pas elf jaar later met een voor Frankrijk voordelige Vrede van de Pyreneeën.

### Het Europese systeem van soevereine staten

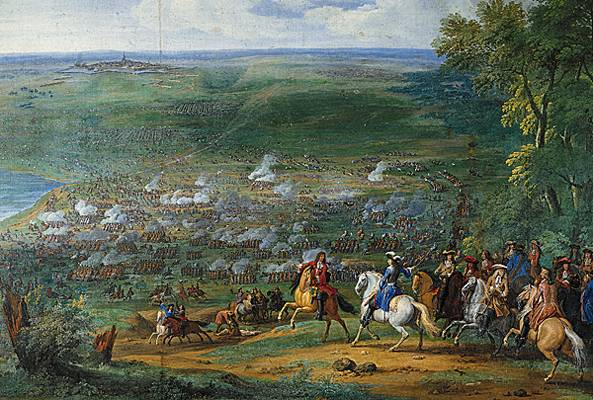
Slag bij Rocroi (1643)

Vanaf de Slag bij Rocroi (1643), waarbij de Fransen een verrassende overwinning boekten op de Spanjaarden, die tot dan toe militair superieur geacht werden, kan gesproken worden van een Franse hegemonie. Het zou ruim 60 jaar duren voor Frankrijk een ernstige nederlaag leed in een veldslag. Bij de Vrede van Westfalen (1648) verwierf Frankrijk Elzas en Lotharingen, maar daar zou in de komende eeuwen nog veel over te doen zijn. De rol van godsdienst in internationale betrekkingen nam geleidelijk af. Spanje moest in datzelfde jaar de soevereiniteit van de Nederlandse Republiek erkennen en was in alle opzichten op zijn retour als grote mogendheid. Engeland had al in 1558 het laatste grondgebied op het Europese continent (Calais) voorgoed moeten opgeven. Duitsland had verschrikkelijk geleden en staatkundig was het verregaand versplinterd. Naast de vele, onderling vrijwel onafhankelijk opererende Duitse staten, steden en koninkrijken verhinderde ook de eeuwenlange rivaliteit tussen Pruisen en Oostenrijk op het Europese vasteland een serieus tegenwicht tegen Frankrijk. Dat kwam er pas in 1870, toen de eerste Duitse eenheidsstaat werd opgericht: het Duitse Keizerrijk. Het naburige Italië was nog lang niet toe aan politieke onafhankelijkheid en eenheid. Er ontstond in Europa een systeem van soevereine staten, die feodale machthebbers steeds meer in een ondersteunende rol drongen. Frankrijk zou lange tijd de hoofdrol spelen in dit systeem.

### Lodewijk XIV, de Zonnekoning
Het tijdperk van de Franse hegemonie viel vrijwel samen het bewind van Lodewijk XIV (1643-1715), ook bekend als 'de Zonnekoning'. Onder zijn bewind bereikte ook de absolute monarchie een hoogtepunt. Al op 5-jarige leeftijd moest hij de troon bestijgen, waarbij kardinaal Mazarin als regent optrad totdat hij op 18-jarige leeftijd zelf het roer overnam. Tijdens dit regentschap brak de opstand van La Fronde uit tegen de hoge belastingdruk, waardoor Lodewijk zich al jong bewust werd van de potentiële dreiging van de 'parlementen' en van de adel. Mazarin maakte hem grondig vertrouwd met de absolute monarchie, waarin centraal gezag en het staatsbelang vooropstonden. Aan Lodewijk XIV wordt wel de uitspraak 'L'état, c'est Moi' ('De Staat, dat ben Ik') toegeschreven, maar dat is nooit onomstotelijk bewezen. Historici denken dat het hoogstwaarschijnlijk een uitspraak is van politieke tegenstanders om de aard van zijn bewind te karakteriseren. De rol van de edelen was inderdaad geringer dan ooit; zij konden of wilden de koning niet meer hun voorwaarden stellen voor hun medewerking vanaf hun landgoederen, die altijd hun machtsbasis waren geweest; het hoogste wat een edelman in die tijd kon ambiëren, was baantjes jagen in het koninklijke leger of anders wel aan het schitterende koninklijke hof in het kasteel van Versailles, dat tijdens zijn bewind enorm werd uitgebreid. Lodewijk had een tomeloze energie, regeerde het rijkste land van Europa en had bekwame generaals en vestingbouwers tot zijn beschikking. In 1660 trouwde hij met Maria Theresia van Spanje, waarmee Frankrijks Vrede van de Pyreneeën aan het einde van de Spaans-Franse Oorlog (1635-1659) bezegeld moest worden. Lodewijks territoriale ambities werden al snel duidelijk: toen de bruidsschat niet werd uitbetaald, stelde hij aan de Nederlandse Republiek voor de Spaanse Nederlanden tussen hen te verdelen; raadspensionaris Johan de Witt gaf echter, net als Frederik Hendrik in de jaren dertig, de voorkeur aan een bufferzone in handen van de voormalige vijand Spanje dan aan het machtige Frankrijk als buurland. Dit leidde tot de Devolutieoorlog (1667-1668), waarin Frankrijk een aanzienlijk deel van het zuiden van de Spaanse Nederlanden veroverde. Hoe gevaarlijk Frankrijk kon zijn voor de Republiek, bleek al in 1672, toen de Hollandse Oorlog ontketende, die samenviel met de Derde Engelse Oorlog. Door onderling wantrouwen van Frankrijk en Engeland, die nu eenmaal geen natuurlijke bondgenoten waren, en het aanleggen van een Waterlinie ten westen van Holland kon de Republiek van de ondergang gered worden. Engeland haakte al snel af nadat de Republiek in een drietal zeeslagen dankzij Michiel de Ruyter de samen optrekkende Engelse en Franse invasievloten had afgeslagen. Frankrijk boekte terreinwinst in de toen nog door Spanje bestuurde Franche Comté en in de Zuidelijke Nederlanden. Aan het einde van die oorlog in 1678, bij de Vrede van Nijmegen, kon Frankrijk vrijwel de grenzen bereiken die het nu nog heeft, zij het nog niet definitief (de steden Ieper, Veurne en Menen zou Frankrijk later weer moeten afstaan). In 1678 stond Lodewijk XIV op het hoogtepunt van zijn militaire macht. Zijn landhonger was overigens nog lang niet gestild. In de Frans-Spaanse Oorlog (1683-1684) werden volgens het 20-jarige Bestand van Regensburg Straatsburg en Luxemburg voor de duur van het bestand Frans bezit.
Lodewijk liet in zijn eigen land weinig over van de godsdienstvrijheid. Anders dan Filips II van Spanje was hij persoonlijk niet bijzonder vurig katholiek, maar hij vond het gewoon onbehoorlijk als onderdanen een andere godsdienst hadden dan hun vorst. In 1685 herriep hij met het Edict van Fontainebleau het Edict van Nantes, wat tot een massale uittocht van de economisch belangrijke hugenoten naar protestantse landen leidde. Frankrijk werd weer een echt katholiek land, waar ook de Joden onder leden. Tot dan toe hadden ze het onder Lodewijks bewind tamelijk goed gehad. Tot 1711 waren in de Cevennen protestantse verzetsstrijders (fr:camisards) actief; tussen 1702 en 1704 waren de gevechten hevig genoeg om van een echte 'oorlog in de Cevennen' te spreken, die overigens wel door de koninklijke troepen gewonnen werd. In zijn buitenlandse politiek liet Lodewijk zich meer inspireren door Machiavelli dan door godsdienstige ijver; bij het kiezen van bondgenoten speelde godsdienst nauwelijks een rol meer, maar in veroverde protestantse gebieden herstelde hij wel meteen de rechten van de katholieken. Dit ondervond de Nederlandse Republiek in 1672, tijdens de Hollandse Oorlog.

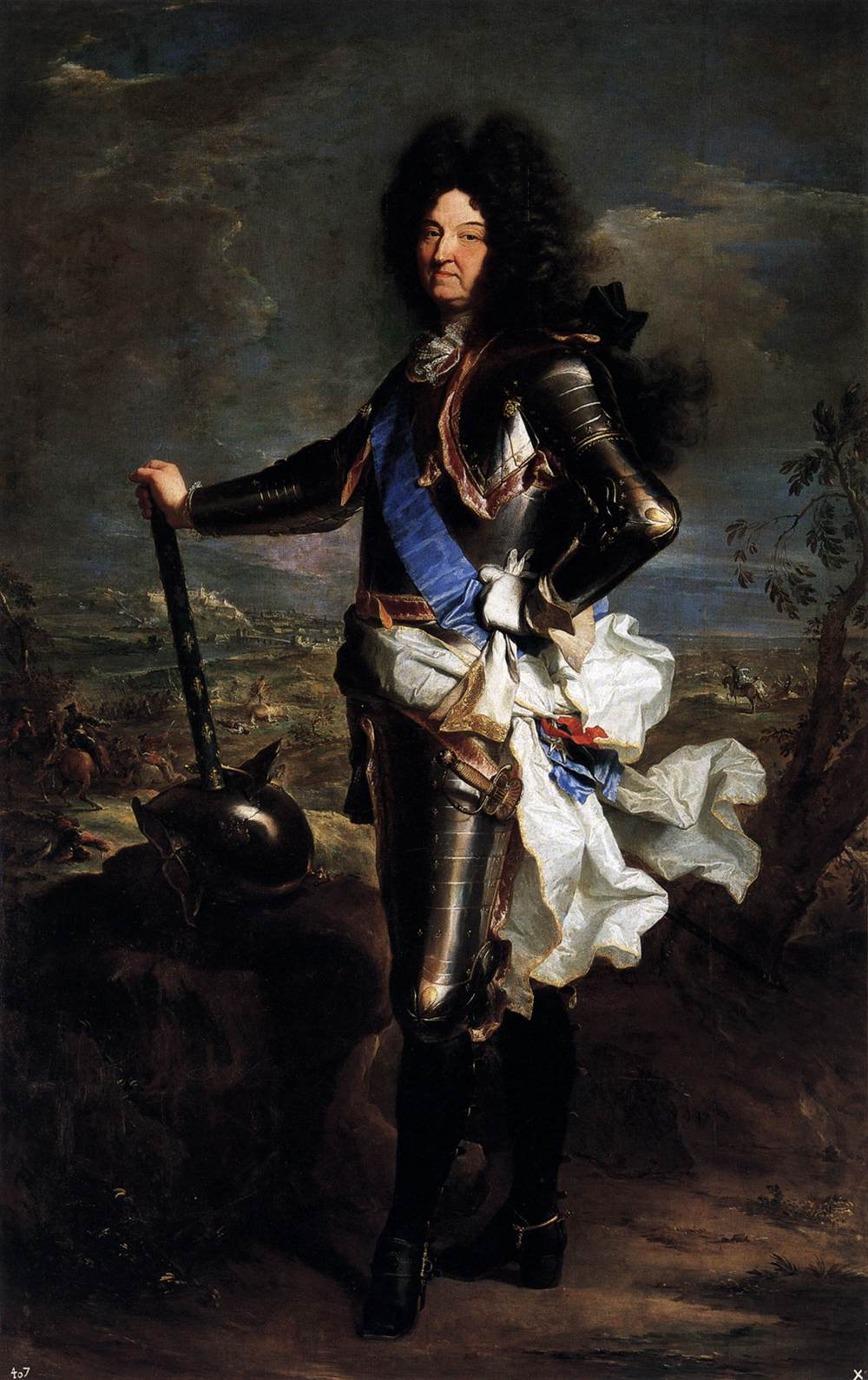
Lodewijk XIV, de absolute monarch bij uitstek, rond 1701 door Hyacinthe Rigaud

Aan de ene kant was Lodewijk de grote boeman van Europa, die veel andere Europese mogendheden tegen zich in het harnas joeg in wisselende coalities. Aan de andere kant was hij een rolmodel voor Europese vorsten, omdat hij in alle opzichten liet zien hoe je respect moest afdwingen. Hij hield er talloze maîtresses op na, die daardoor soms zelf bekende persoonlijkheden werden. Van zijn zes wettige kinderen bleef er maar een in leven, maar daarnaast had hij er vele onwettige, die niettemin belangrijke functies konden krijgen. Lodewijk bemoeide zich intensief met artistieke kwesties en stimuleerde de wetenschap.
Ondertussen legden Lodewijks voortdurende oorlogen, dure hofhouding en entourage een zware last op het land. Meerdere malen kwam de bodem van de schatkist in zicht en ondanks zijn formidabele hulpbronnen en kundige generaals verliep de Negenjarige Oorlog (1688-1697) al een stuk slechter dan Lodewijk gewend was, want ook zijn tegenstanders vonden godsdienst in de internationale politiek minder belangrijk dan voorheen; door zijn onvoorzichtigheid had Lodewijk de anti-Franse Liga van Augsburg tegen zich in het harnas gejaagd; deze bestond in wisselende samenstelling uit verscheidene katholieke en protestantse mogendheden. Bijvoorbeeld, het katholieke Ierland en het overwegend protestantse Schotland streden aan Franse zijde, omdat die nu eenmaal anti-Engels waren. Het resultaat van deze oorlog was voor alle partijen onbevredigend, zodat de volgende grote oorlog, de Spaanse Successieoorlog (1701-1713), slechts een kwestie van tijd was. Deze oorlog werd Lodewijks laatste. Hierin moest hij bloedige nederlagen incasseren (de Slag bij Blenheim in 1704 was de eerste grote Franse nederlaag in een veldslag in meer dan 60 jaar) en er dreigde weleens plaatselijk hongersnood in zijn eigen land, terwijl het hoofddoel, de Spaanse troon onder zijn invloed brengen via een kleinzoon, niet bereikt werd. Aan het einde van die oorlog waren alle deelnemende partijen uitgeput. Voor de Nederlandse Republiek was het bovendien de laatste keer dat die een belangrijke rol speelde in de Europese machtsverhoudingen. Aan het eind van Lodewijks regime was, meer door toedoen van zijn minister Colbert dan door zijn persoonlijke belangstelling, de Franse achterstand in de opbouw van een eigen koloniaal rijk niettemin aardig weggewerkt (het Amerikaanse Louisiana is naar hem genoemd) en voor het moederland boekte hij vooral in het noordoosten terreinwinst: de Franche-Comté en de Elzas werden afgesnoept van respectievelijk Spanje en het Heilige Roomse Rijk. Daarmee had Frankrijk in het oosten de Alpen en de Rijn als natuurlijke grenzen gekregen. In het noorden veroverde hij het zuidwesten van de Spaanse Nederlanden, waarmee hij het strategisch belangrijke Duinkerke en daarmee het Nauw van Calais onder controle kreeg. Het hedendaagse Frankrijk heeft nog steeds vrijwel dezelfde grenzen. Lodewijk bekende op zijn sterfbed in 1715 dat hij 'te veel van oorlog gehouden had', maar toch was zijn land met zijn grote landbouwareaal en zijn relatief erg grote bevolking (na Rusland de grootste van Europa met circa 20 miljoen inwoners) niet zo uitgeput als Spanje aan het eind van het bewind van Filips II. Frankrijk was de grootste militaire, culturele en economische Europese mogendheid geworden en zou dat tot in de vroege 19e eeuw blijven. De 17e eeuw wordt in de Franse geschiedschrijving dan ook wel aangeduid als 'le Grand Siècle'.

### Culturele bloei
De Franse taal had in de 17e eeuw een voldoende hoge status bereikt om het Latijn te gaan verdringen als voertuig van de geest op het hoogste niveau; de Fransen gaan nog steeds prat op de veronderstelde bijzondere helderheid van de zinsstructuren van hun taal. Aan vele Europese hoven en in adellijke en diplomatieke kringen, tot in Rusland toe, werd Frans als lingua franca gesproken en geschreven. Dit had niet alleen praktische voordelen in het internationale verkeer, het werd ook gezien als een kenmerk van beschaving. Het hof in Versailles met bijbehorende Franse tuin maakte de Franse Barok toonaangevend voor de architectuur en alle beeldende kunsten. Zowel religieuze spanningen als de wetenschappelijke ontwikkelingen komen goed tot uiting in het werk van Blaise Pascal. Ook René Descartes, Pierre de Fermat en Marin Mersenne waren Franse geleerden van formaat. Het Franse toneel bereikte een hoogtepunt dankzij de 'grote drie' toneelschrijvers: Corneille, Molière en Racine.

### Geopolitieke situatie in de 18e eeuw
Spanje en het Ottomaanse Rijk waren in verval geraakt, de Nederlandse Republiek was sinds 1713 geen factor van betekenis meer en Duitsland en Italië waren nog ver verwijderd van staatkundige eenheid. De in Wenen residerende Habsburgse monarchie was nog altijd een grote multinationale continentale mogendheid en Pruisen een opkomende Duitse mogendheid, die in de Negenjarige Oorlog en in de Spaanse Successieoorlog nog deel had uitgemaakt van anti-Franse coalities, maar die twee waren vanaf 1740 vooral elkaars rivalen, in de Silezische Oorlogen en in de Oostenrijkse Successieoorlog. Het keurvorstendom Beieren, in de Spaanse Successieoorlog nog een bondgenoot van Frankrijk, keerde zich bij het uitbreken van de Oostenrijkse Successieoorlog in 1740 tegen Oostenrijk, wegens het aantreden van keizerin Maria Theresia. Frankrijk was eerst bondgenoot van Pruisen, maar vanaf 1756 van het Habsburgse Oostenrijk. Deze 'renversement des alliances' was een symptoom van het relatieve verval van de Habsburgse macht en markeerde het einde van tweeënhalve eeuw van rivaliteit tussen Frankrijk en de Habsburgers.
 Het verder weg gelegen Rusland begon zich pas rond 1700 op initiatief van tsaar Peter de Grote te ontwikkelen tot een moderne Europese mogendheid. De Russen drongen wel op in Polen, maar de Russische expansie was veel meer gericht op Centraal-Azië en Siberië. Voor Frankrijk was het nog geen rivaal, maar wel een nuttige bondgenoot tegen Pruisen. Frankrijk was in de 18e eeuw dus nog altijd de sterkste continentale mogendheid, maar het sinds 1707 verenigde Britse koninkrijk streefde Frankrijk voorbij als maritieme en koloniale mogendheid.
 Dit bleek vooral tijdens de Zevenjarige Oorlog (1756-1763), waarin de Franse invloed in Noord-Amerika en India goeddeels verloren werd aan de Britten, die bondgenoten waren geworden van Pruisen. Een deel van de Franstalige kolonisten in door de Britten veroverde gebieden in Noord-Amerika (de Acadiërs) werd gedeporteerd naar het zuiden van de overgebleven Franse kolonie in Amerika Louisiana, maar tot de dag van vandaag heeft Canada een aanzienlijke Franstalige minderheid, die nauwe culturele banden onderhoudt met het voormalige moederland.
 In Europa was het belangrijkste wapenfeit voor Frankrijk de Slag bij Roßbach (1757), een forse nederlaag die zij samen met de nieuwe bondgenoot Oostenrijk leden tegen Pruisen. Frankrijk hielp Oostenrijk een totale nederlaag tegen Pruisen te voorkomen, maar verder won het niets in Europa. Het Franse ancien régime verloor in deze laatste grote oorlog voor de Franse Revolutie dan ook veel prestige, hetgeen Madame de Pompadour, de maîtresse van Lodewijk XV, een onbedoeld profetische uitspraak ontlokte: 'na ons de zondvloed'.

### Verlichting en sociale spanningen

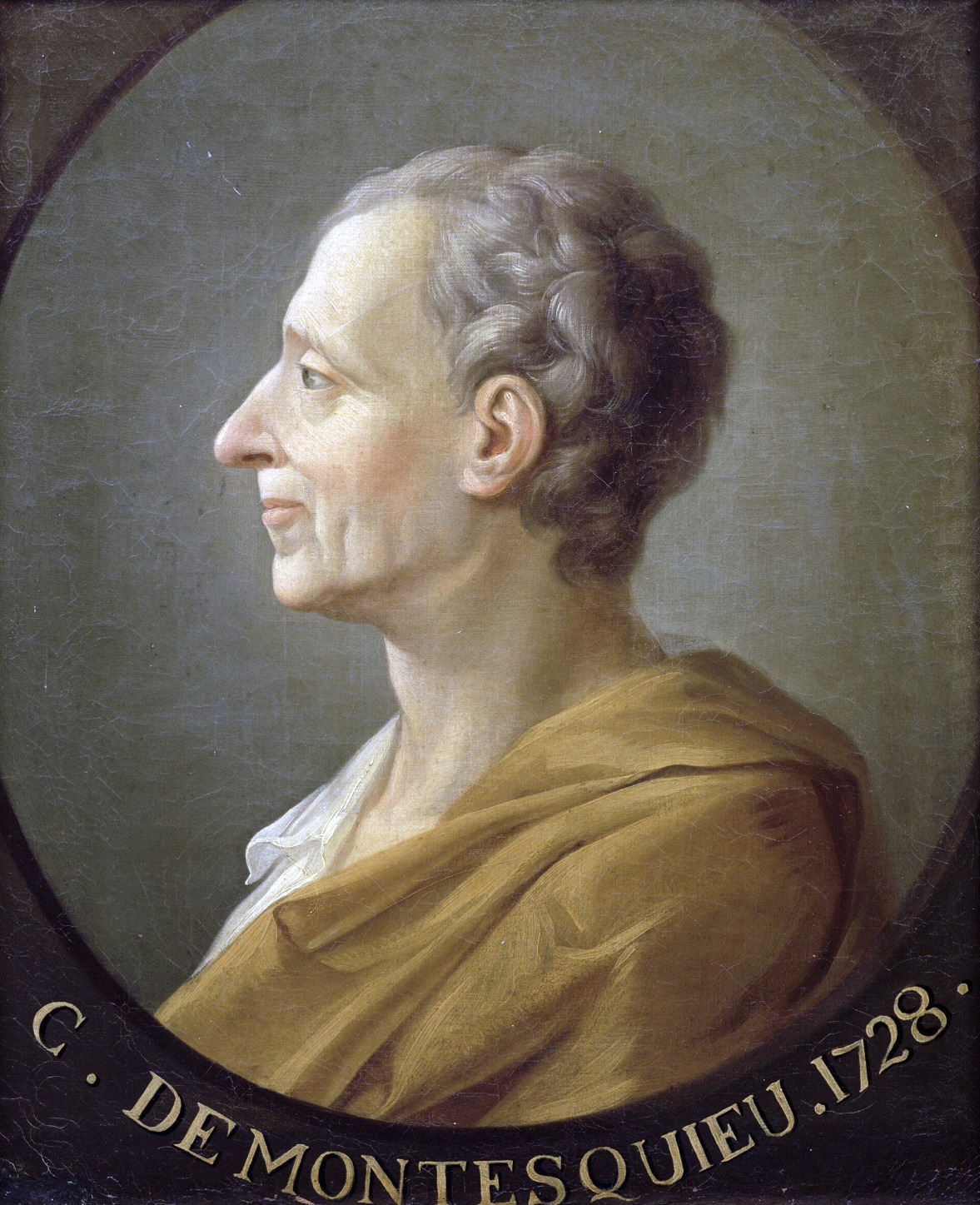
Charles de Montesquieu, portret uit 1728

In de loop van de 18e eeuw kwam in Frankrijk de Verlichting op, die eind 18e, begin 19e eeuw gepaard ging met een bloei van de Franse wis- en natuurkunde, maar ook met afnemende acceptatie van de absolute monarchie en de in wezen nog altijd middeleeuwse standenmaatschappij, met bijbehorende privileges voor adel en geestelijkheid. Ook religieuze dogma's werden veel meer ter discussie gesteld dan voordien mogelijk was. Dit droeg in intellectuele kringen bij aan een deterministisch wereldbeeld en leidde soms ook tot deïsme, agnosticisme en atheïsme. De Encyclopédie, een geheel nieuwsoortige collectieve publicatie onder redactie van twee voormannen van de Verlichting Diderot en d'Alembert, was volgens de bijbehorende Préliminaire een uiteenzetting van de Verlichtingsidealen, waarin rationalisme en egalitarisme de voorkeur hebben boven traditie en hiërarchie. Charles de Montesquieu formuleerde in 1748 in zijn hoofdwerk Over de geest van de wetten de Trias Politica, de scheiding der machten in een wetgevende, rechtsprekende en een uitvoerende macht, die de bijl was aan de wortel van de absolute monarchie. Bovendien waren Lodewijk XV en Lodewijk XVI veel zwakkere figuren dan hun voorganger Lodewijk XIV. De opkomende burgerij werd steeds welvarender en begon (dus) steeds meer rechten op te eisen van de heersende adel en geestelijkheid. Deze verzetten zich echter met hand en tand tegen de aantasting van hun traditionele en feodale rechten. Langzamerhand verslapte echter de ijzeren greep van de aristocratie en kerk op land en volk. Verschillende economische crises in het midden van de eeuw brachten ellende onder grote delen van het 'gewone volk' dat zich ook steeds meer begon te roeren.

## Moderne tijd tot 1945

### Revolutie
Al deze factoren mondden uit in de Franse Revolutie van 1789. Deze revolutie was veel meer dan de val van een vorstenhuis; dat was wel vaker gebeurd, zowel in Frankrijk als elders. Zij wordt wel beschouwd als de aanvang van de moderne tijd in Frankrijk en in de westerse wereld als geheel; wat dat laatste betreft is de Amerikaanse Revolutie, die al in 1776 begon, zowel een bondgenoot als een rivaal. Tot de dag van vandaag speelt dit een rol in de Frans-Amerikaanse betrekkingen. De gepropageerde verworvenheden van de revolutie: vrijheid, gelijkheid en broederschap, de dienst aan de Rede, waren niet overal in gelijke mate doorgedrongen en werden bepaald niet zonder slag of stoot geaccepteerd. De opstand in de Vendée werd met genocidaal geweld neergeslagen. In Lyon belandden niet alleen vele weerspannigen onder de guillotine, maar werden in een strafexpeditie ook opzettelijk zware verwoestingen aangericht. De Revolutie mislukte aanvankelijk, niet zozeer door verzet van aanhangers van het ancien régime of door buitenlandse inmenging tijdens de Eerste Coalitieoorlog, maar door onderlinge verdeeldheid van de revolutionairen, die leidde tot de beruchte Terreur, die in 1793-94 werd uitgeoefend door het 'Comité tot heil van het algemeen' onder leiding van Robespierre. Nadat Robespierre eind juli 1794 zijn hand had overspeeld en tijdens de Thermidoriaanse Reactie zelf onder de guillotine was gekomen, werd het opgevolgd door het Directoire, dat wel autoritair republikeins moest zijn, omdat de Terreur de anti-Revolutionaire monarchisten in de kaart had gespeeld, waardoor die een serieuze bedreiging voor de Republiek vormden. Het Directoire werd op zijn beurt eind 1799 terzijde geschoven door de nog meer autoritaire Napoleon Bonaparte, die de Republiek aanvankelijk regeerde als eerste consul, maar die in 1804 omzette in het Eerste Franse Keizerrijk. Ondanks de chaos en gruwelen werd in deze revolutionaire en post-revolutionaire tijden de basis gelegd voor een door de Verlichting geïnspireerde burgerlijke democratie, de scheiding van kerk en staat en de trias politica.

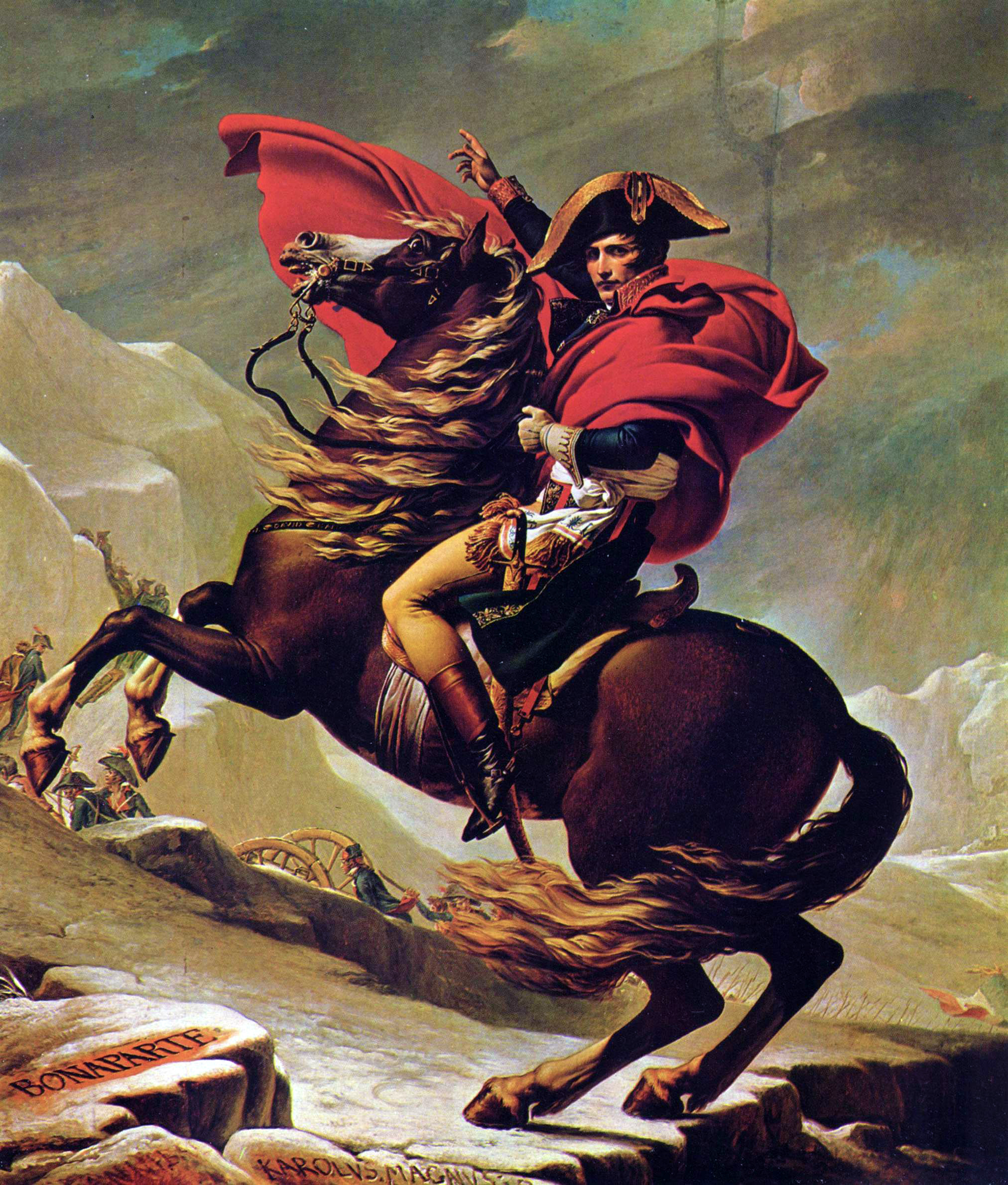
Napoleon trekt de Alpen over, verwijzend naar Hannibal en Karel de Grote

 Aldus kwam er een eind aan de absolute monarchie en de feodale standenmaatschappij, veel radicaler dan 150 jaar tevoren tijdens Oliver Cromwells revolutie in Engeland. Hoewel de bevolking van Frankrijk altijd zeer divers was geweest, werd het land volgens de Jakobijnse ideologische centralistische visie de eerste "moderne natiestaat ter wereld", die veel effectiever dan voorheen het volk tot een gezamenlijke krachtsinspanning kon inspireren. Dit maakte een nieuw verschijnsel, de 'levée en masse', ofwel militaire dienstplicht mogelijk. Hoe gebrekkig dit systeem ook nog werkte naar hedendaagse maatstaven, het was een groot voordeel voor Frankrijk ten opzichte van haar vijanden, die als vanouds maar moesten zien dat ze voldoende huurlingen konden betalen. Gecombineerd met de relatief grote bevolking resulteerde dit in een nieuw militair overwicht op haar vijanden, die vergeefs trachtten de Revolutie de kop in te drukken in de Eerste Coalitieoorlog en in de Tweede Coalitieoorlog, waarbij het revolutionaire Frankrijk zelfs aanzienlijke terreinwinst boekte. Hierbij vestigde Bonaparte zijn naam als groot veldheer. Er zouden tot aan de Slag bij Waterloo in 1815 nog vijf anti-Franse coalitieoorlogen nodig zijn om de Franse expansiedrift te beteugelen.

### Napoleontische oorlogen

#### Verdediging en export van de revolutie
Napoleon Bonaparte studeerde als jonge militair aan de Franse koninklijke militaire academie en koos bij aanvang van de Franse Revolutie voor de opstandelingen. Hij klom dankzij militaire kwaliteiten snel op in de rangen van het revolutionaire 'volksleger', tot hij de belangrijkste generaal van de revolutionairen was. Hij had zeker waardering voor de revolutionaire verworvenheden, maar Bonaparte was ook eerzuchtig en uit op handhaving en uitbreiding van zijn eigen machtspositie. Tien jaar na de Revolutie nam Bonaparte de macht over van het revolutionaire Directoire. Hij vestigde een Consulaat, waarvan hijzelf eerste consul werd, met dictatoriale bevoegdheden. Hij bleek ook een bekwaam bestuurder te zijn, die in eigen land de nieuwe orde consolideerde in een autoritair bewind dat hem op het lijf geschreven was. Andere Europese mogendheden voelden zich bedreigd door de Franse revolutionaire geestdrift, hetgeen leidde tot de napoleontische oorlogen. Frankrijk bleek echter in veel gevallen militair superieur en won de controle over een groot deel van West- en Centraal-Europa, wat gepaard ging met de export van het revolutionaire gedachtegoed en bijbehorende instellingen. In veel veroverde gebieden, waaronder Nederland, nadat dit in 1810 geheel was geannexeerd, werd net als in Frankrijk de dienstplicht ingevoerd, wat de Franse hegemonie nog verder vergrootte. Nepotisme was Napoleon niet vreemd, maar daarnaast gaf hij toch veel meer dan voorheen gebruikelijk promotie aan commandanten op grond van bewezen bekwaamheid, in plaats van aristocratische afkomst. Maarschalk Jean Lannes, zoon van een kleine handelaar, is er een goed voorbeeld van. Een niet-Franse afkomst stond een mooie carrière ook niet in de weg, zoals de Nederlandse admiraal Jan Willem de Winter en kolonel Duuring aantoonden. Eerstgenoemde verdiende er zelfs een plaats mee in het Panthéon, waar sinds de Revolutie enkele van Frankrijks meest verdienstelijke burgers begraven liggen.
De artillerie was in die tijd zo ver ontwikkeld, dat versterkte steden en forten onvoldoende bescherming boden. Het kwam aan op snelle en lange marsen met grote legers om op de juiste tijd en plaats in één dag een beslissende slag te forceren met soepele manoeuvres, waarbij soms tienduizenden doden en gewonden vielen. In dit type krijgskunst was Napoleon onbetwist superieur. Al deze factoren stelden Napoleon in staat alles te overtreffen waarvan Lodewijk XIV in zijn expansiedrift had kunnen dromen. Ter zee bevestigden de Britten echter hun suprematie meer dan ooit, waarbij Horatio Nelson de nationale held werd, die in historische zeeslagen bij de Nijldelta en bij Trafalgar zijn land verdedigde tegen het Franse gevaar. Het Verenigd Koninkrijk behield daardoor een continuïteit die het tot op de dag van vandaag onderscheidt van de rest van West-Europa.

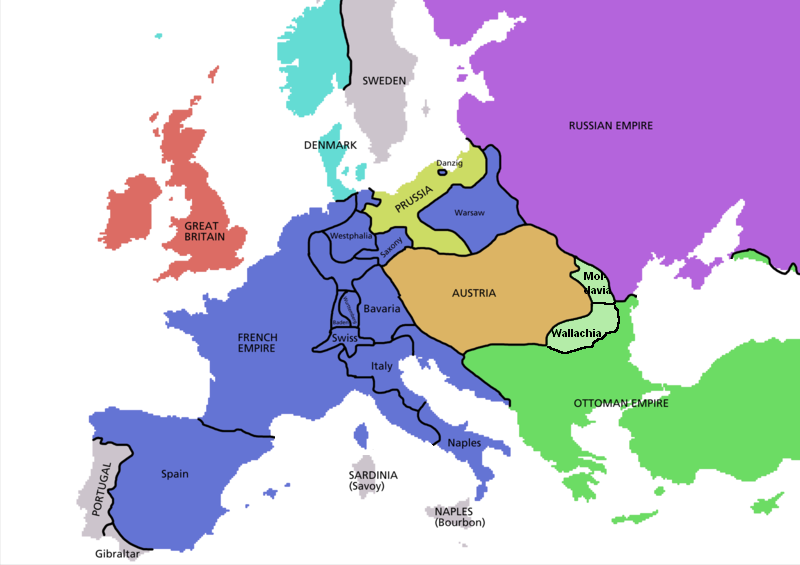
Het hoogtepunt van de Franse expansie in 1812

Napoleon leek tussen 1800 en 1812 vrijwel onverslaanbaar op het Europese continent, met uitzondering van het Iberisch Schiereiland, waar hij te maken kreeg met een type oorlog waarop hij geen antwoord had: een guerrilla, die wel de Spaanse Onafhankelijkheidsoorlog genoemd wordt. Deze werd door de Britten krachtig gesteund, met militaire interventies onder bevel van de Hertog van Wellington. De coalitie van Britten, Pruisen, Spanjaarden en Oostenrijkers kwam overigens niet meer toe aan het de kop indrukken van de Franse Revolutie; zij werd geheel in de verdediging gedrongen. Na Napoleons grootste overwinning, in de Slag bij Austerlitz in 1805, viel het bijna duizend jaar oude Heilige Roomse Rijk uit elkaar en een groot deel van Duitsland werd gereduceerd tot een reeks vazalstaten, net als de rest van West- en Centraal-Europa. In 1807 richtte hij het Groothertogdom Warschau op, waarmee hij de Polen de kans gaf zich te ontworstelen aan de hen omringende mogendheden (alle rivalen van Frankrijk), die Polen na drie Poolse Delingen in 1795 helemaal van de kaart hadden geveegd. Dit hertogdom was dus een nuttige bondgenoot voor Frankrijk. In Parijs zijn nog steeds vele straten en bruggen, alsmede de Gare d'Austerlitz genoemd naar overwinningen en succesvolle onderbevelhebbers uit die periode.
Napoleon voerde weliswaar veel goede bestuurlijke en onderwijskundige vernieuwingen in, maar ook een straffe censuur, omdat hij niet gediend was van openlijke kritiek op hem en zijn bewind. Hierom namen nogal wat intellectuelen, zoals Madame de Staël, voor de duur van zijn bewind de wijk naar een land dat nog niet door Napoleon was veroverd, vooral Zwitserland en het Verenigd Koninkrijk.
Het succes steeg Napoleon naar het hoofd; hij begon steeds meer autoritaire en monarchale trekken te vertonen. Dat hij als iemand van lage adellijke afkomst zichzelf in 1804 tot keizer kroonde was tot daaraan toe, maar in de buitenlandse politiek ging hij het vanzelfsprekend vinden dat hij met wapengeweld alles gedaan kon krijgen. Zijn minister van buitenlandse zaken Talleyrand was van mening dat dit een keer mis moest lopen. Hij voelde zich zelfs genoodzaakt achter Napoleons rug om met de vijanden te onderhandelen; toen dit ontdekt werd, kwam hij ten val. Napoleons continentale stelsel, waarmee Britse schepen uit Europese havens geweerd werden, moest Frankrijks hardnekkigste vijand op de knieën krijgen. Frankrijks bondgenoot Rusland wenste daar niet aan mee te werken, wat leidde tot steeds meer wrevel en in 1810 tot opzegging van het bondgenootschap. In 1812 kwam het tot een veldtocht van Napoleon naar Rusland met het grootste leger dat Europa ooit gezien had (circa een half miljoen man, waaronder velen uit onderworpen gebieden). Op 24 juni stak hij de rivier Memel over. De Russen hadden wel de mankracht, maar niet het logistieke vernuft om deze prestatie te evenaren. Zij moesten op 17 augustus Smolensk opgeven, anders zouden ze vernietigd worden. Zij wisten echter de strategische diepte van hun land en de strengheid van de Russische winter goed uit te buiten en pasten de tactiek van de verschroeide aarde toe. Op 7 september kwam het dan eindelijk tot de Slag bij Borodino nabij Moskou, die voor beide partijen zeer bloedig was. Het door Napoleon gewenste resultaat bleef echter uit. Hij kon nog wel Moskou bezetten, maar dat werd door de Russen zelf in brand gestoken. De tsaar reageerde vanuit Sint-Petersburg niet op zijn eis tot overgave. Er zat in oktober voor Napoleon niets anders op dan vanuit Moskou terug naar huis te marcheren. De nog resterende troepen gingen daarbij voor het overgrote deel ten onder door uitputting, honger en bevriezing, tevergeefs op zoek naar de vijand om een beslissende slag te leveren. De vijand kwelde hem op de terugtocht wel voortdurend met verrassingsaanvallen. Rusland leed ook ontstellend onder deze ongekende aanval vanuit het westen, die nog altijd beschouwd wordt als een van de meest dramatische episodes in de Russische nationale geschiedenis. Door Leo Tolstoj is die vereeuwigd in zijn klassieke roman Oorlog en vrede.

#### Val van Napoleon
Het rampzalige avontuur in Rusland luidde Napoleons ondergang in. Zijn vijanden meenden een kans te zien om zonder verder bloedvergieten van hem af te komen. Zij boden hem de gelegenheid zich terug te trekken uit een groot deel van zijn veroverde gebieden, waarbij hij dan wel keizer kon blijven van Frankrijk zelf en van enkele omringende gebieden. Napoleon wees dit verontwaardigd af en liet het al in 1813 aankomen op een nieuwe krachtmeting, de Volkerenslag bij Leipzig, waarbij in totaal zo'n 110.000 doden en gewonden vielen. De Pruisen, de Oostenrijkers, de Russen en de Zweden hadden echter geleerd van Napoleons succesformule en hadden verscheidene van zijn militaire vernieuwingen ingevoerd. Ze waren aldus in staat Frankrijk een zware nederlaag toe te brengen, die leidde tot Napoleons val en verbanning naar het Italiaanse eiland Elba. In Frankrijk werd weer een lid van het huis Bourbon op de troon gezet, Lodewijk XVIII van Frankrijk, maar de hiermee ingezette Restauratie viel in slechte aarde. In de daarop volgende politieke instabiliteit gingen in Frankrijk stemmen op om de grote oorlogsheld terug te halen. Dit leidde tot de Honderd Dagen van Napoleons triomfantelijke terugkeer en vervolgens tot zijn definitieve nederlaag tegen de Britten en Hollanders (onder bevel van Arthur Wellesly, de eerste hertog van Wellington) en de Pruisen (onder bevel van Blücher) in de Slag bij Waterloo. Hij werd toen door de Britten, volgens hem ‘de meest genereuze van zijn vijanden’, levenslang verbannen naar het verre en goed bewaakte Britse eiland Sint-Helena in het zuiden van de Atlantische Oceaan. Daar werkte hij aan zijn memoires en stierf hij in 1821.

#### Napoleons erfenis
Ondanks machtsmisbruik en zelfverrijking door Napoleon is de invloed van de Franse Revolutie en de vervolgens door Napoleon geëxporteerde verworvenheden van de Revolutie op cultuur en bestuur van Europa van groot en blijvend belang gebleken. De feodale verhoudingen in West- en Centraal-Europa, die overigens al langzaam aan het afbrokkelen waren vóór de Franse veroveringen, hadden een slag gekregen waarvan zij niet meer zouden herstellen. In plaats van adellijke afkomst werden talent en opleiding doorslaggevend voor het bekleden van machtsposities. Loyaliteit was in de eerste plaats verschuldigd aan het centrale gezag in plaats van aan een lokale (feodale) machthebber. Daarmee werd de weg vrijgemaakt voor het nationalisme en de daaruit voortkomende natiestaat.
Het belangrijkste geopolitieke gevolg in Europa van Napoleons veroveringen was het ontstaan van het Duitse en Italiaanse nationalisme.
Het Franse streven om de verworvenheden van de Franse Revolutie te exporteren is het minst succesvol gebleken en wellicht zelfs contraproductief geweest in Spanje, dat toch al achtergebleven en geïsoleerd was ten opzichte van de rest van het vroegmoderne West-Europa. De Franse bezetting van Spanje vanaf 1808, die leidde tot de zes jaar durende Spaanse Onafhankelijkheidsoorlog, bood echter wel een groot deel van Spanjes Amerikaanse koloniën de kans zich onafhankelijk te maken. Dit gebeurde onder leiding van de charismatische leider Simón Bolívar, die in Latijns-Amerika nog steeds een inspirerende figuur is. Van heel Latijns-Amerika bleven alleen Puerto Rico en Cuba nog onder Spaans gezag.
Frankrijk deed in 1803 afstand van de laatste kolonie op het Noord-Amerikaanse continent door verkoop aan de Verenigde Staten van Louisiana, dat vele malen meer omvatte dan de huidige gelijknamige Amerikaanse deelstaat. De VS verdubbelde hiermee zijn toenmalige grondgebied. De Franse Caraïbische slavenkolonie Haïti kon door middel van een opstand in 1804 onafhankelijk worden. Frankrijk had op het westelijk halfrond nog slechts Frans-Guyana en wat eilandjes in de Caraïbische Zee over.
In de Nederlandse Republiek waren al voor de Franse tijd de verhoudingen niet feodaal meer; de rol van de adel was al eeuwen relatief gering, maar het bestuur was wel erg versnipperd vanwege de autonomie van de gewesten en steden, waarin een regentenkaste de dienst uitmaakte. De regenten werden door de Fransen van hun macht ontdaan en de vervolgens in Nederland opgelegde eenheid in bestuur, valuta, maten en gewichten, rechtspraak en belastingheffing is sindsdien nooit teruggedraaid.

### Postrevolutionaire regimes
De door Napoleons nederlaag bij Waterloo van de ondergang geredde Restauratie zou het nog tot juli 1830 volhouden. Het reactionaire bewind van de laatste koning van het huis Bourbon werd opgevolgd door een 'burgerkoning', Lodewijk Filips I van Frankrijk, die, in ieder geval aanvankelijk, wat vooruitstrevender was. Een steeds conservatiever wordende houding van Lodewijk Filips leidde in combinatie met een economische crisis in 1848 tot een nieuwe revolutie, die samenviel met vele andere revoluties elders in Europa (zie revolutiejaar 1848), waardoor de Tweede Franse Republiek ontstond. Een oomzegger van Napoleon Bonaparte, Lodewijk Napoleon, werd president. De republikeinse staatsvorm zou het deze keer maar vier jaar uithouden. Eind 1851 pleegde hij een staatsgreep en in het jaar daarop legitimeerde hij zijn aanspraak op het keizerschap als Napoleon III door middel van een referendum. Het Tweede Franse Keizerrijk was hiermee een feit. Het algemeen kiesrecht voor mannen werd ingevoerd, maar het aldus gekozen parlement, dat bestond uit het Wetgevend Lichaam en de Senaat, was erg zwak ten opzichte van de uitvoerende macht.

### Opkomst van grote rivalen
De gevolgen van de geopolitieke veranderingen door de Franse veroveringen werden merkbaar tijdens het Congres van Wenen, dat in 1815 direct na Napoleons definitieve nederlaag bij Waterloo gehouden werd. Het had als voornaamste doel het definiëren van een nieuw machtsevenwicht in Europa, waarin Frankrijk zonder voortdurende oorlogen onder controle gehouden kon worden. Dit is in aanzienlijke mate gelukt. Frankrijk intervenieerde tussen 1853 en 1856 in de Krimoorlog als bondgenoot van de Britten om een andere voormalige rivaal, het Ottomaanse Rijk, te beschermen tegen het Russische expansionisme. In 1859 steunde Frankrijk het naburige Savoye in de Slag bij Solferino tegen Oostenrijk en tussen 1849 en 1870 waren Franse troepen gelegerd in de Pauselijke Staat, omdat die in de verdrukking raakte door het opkomende Italiaanse nationalisme (Risorgimento). De Franse interventie in Mexico, die duurde van 1861 tot 1867, diende om invloed in Amerika terug te winnen via het Tweede Mexicaanse Keizerrijk. Dit liep uit op een fiasco. Meer succes hadden Fransen met de aanleg van het Suezkanaal in de jaren zestig, ondanks skepsis van de Britten over de commerciële haalbaarheid en hun afkeuring van het gebruik op grote schaal van dwangarbeid. In de jaren tachtig zouden de Britten overigens het Egyptische aandeel in de exploitatie van het kanaal overnemen en met militaire middelen beschermen, waardoor Egypte een Brits protectoraat werd. Het zou echter tot 1870 duren voor Frankrijk opnieuw in conflict raakte met een buurland.
Frankrijk werd na 1815 overvleugeld in macht en rijkdom door het Britse Rijk, dat de handen vrij had dankzij het nieuwe machtsevenwicht in Europa en al een voorsprong had in industrialisatie en koloniale veroveringen. Die voorsprong werd nog verder uitgebouwd. De Britse bevolking groeide in de 19e eeuw geweldig snel, zodat die rond 1905 ongeveer even groot was als de Franse, ca. 40 miljoen. Rond 1800 telde het Verenigd Koninkrijk nog ca. 10,5 miljoen inwoners en Frankrijk 27,3 miljoen. Het Verenigd Koninkrijk was bovendien politiek veel stabieler dan Frankrijk, dat tussen 1815 en 1870 meerdere malen van staatsvorm wisselde; het kostte moeite om de erfenis van de Franse Revolutie te verwerken. Overigens werd in de loop van de 19e eeuw de infrastructuur aanzienlijk verbeterd, waardoor de invloed van het centrale gezag en het nationale besef onder brede lagen van de bevolking toenamen. Het nationale besef werd ook bewust gestimuleerd door middel van het onderwijs en de militaire dienstplicht. Aan het eind van de 18e eeuw was vervoer over de vele rivieren, een aantal kanalen en uit de Romeinse tijd daterende wegen nog de efficiëntste vorm van transport over lange afstanden; in de 19e eeuw werd dat de spoorweg. In de 18e eeuw was de Cassinikaart al een eerste serieuze poging geweest om het hele land in kaart te brengen. In de 19e eeuw werd uit militaire noodzaak en vanwege het nationale prestige dit werk nog verbeterd. Ook de uitvinding van de semafoor (in 1792 door de Fransman Claude Chappe) en in de jaren veertig van de telegrafie hadden een enorm effect op de samenleving. In 1830 maakte Frankrijk min of meer per ongeluk in Algerije, bij de uitroeiing van de laatste beruchte barbarijse zeerovers, een begin met kolonisatie in Afrika, maar dat was meer een symptoom van het verval van het Ottomaanse Rijk dan een bewijs van Frankrijks macht. Dertig jaar later, in 1860, volgde de annexatie door het Tweede Franse Keizerrijk van Napoleon III van het graafschap Nice en het hertogdom Savoye. Deze gebieden werden Frankrijk voor het eerst toegezegd tijdens de Ontmoeting van Plombières in 1858 en werd officieel vastgelegd in het Verdrag van Turijn. De annexatie paste binnen de drinkgeldpolitiek die keizer Napoleon III voerde.
Vanaf 1870 kwam er een nieuwe rivaal bij: het verenigde en snel industrialiserende Duitsland, dat de veroveringen en vernederingen van de napoleontische tijd en van de twee eeuwen daarvoor nog niet vergeten was. Hoezeer de machtsverhoudingen gewijzigd waren werd snel en pijnlijk duidelijk in de Frans-Duitse Oorlog van 1870-1871, waarbij het verlies van de Elzas en Lotharingen als een ondraaglijke vernedering werd ervaren. De nederlaag tegen Duitsland bij Sedan en de capitulatie van keizer Napoleon III op 2 september 1870 leidden in Parijs op 4 september 1870 tot de val van het Tweede Franse Keizerrijk en de afkondiging van de Derde Franse Republiek. In 1871 brak er in Parijs een linkse opstand uit die als de Parijse Commune de geschiedenis in zou gaan, maar die was een kort leven beschoren. De dominantie van Pruisen in Duitsland werd in 1871 bezegeld met de uitroeping van het Duitse Keizerrijk, waarmee de droom van de Pruisische staatsman Otto von Bismarck verwezenlijkt werd; voor deze plechtigheid meende hij de spiegelzaal van het Paleis van Versailles wel te kunnen gebruiken.
Verder weg waren er de Verenigde Staten, een land dat sinds het einde van de Amerikaanse Burgeroorlog in 1865 dankzij massale immigratie vanuit Europa en razendsnelle industrialisatie ook een opkomende grote mogendheid werd. Rond de eeuwwisseling bleek de VS tijdens het bewind van Theodore Roosevelt ook een geduchte militaire en maritieme mogendheid te zijn geworden. Niet alleen in industriële ontwikkeling, maar ook in demografisch opzicht werd Frankrijk ingehaald en overtroffen door al deze rivalen. De centrale obsessies van Frankrijk waren vanaf 1870 echter het Duitse gevaar en het verlies van Elzas en Lotharingen. De verschuivende machtsverhoudingen hadden een toenadering tot de Britse aartsrivaal tot gevolg; al kort na 1830 sprak de Franse staatsman François Guizot van een 'entente cordiale' tussen de Britten en de Fransen wegens gemeenschappelijke belangen. In 1853 waren zij samen bondgenoten van de Turken tegen de Russen in de Krimoorlog. In 1870 werd een geheim bondgenootschap gesloten met de Italianen en de Russen, om de Duitse hegemonie tegenwicht te bieden; in 1904 ontstond zelfs een formele Brits-Franse 'Entente Cordiale', met hetzelfde doel. Vanaf 1877 deed Frankrijk volop mee met de Europese koloniale expansie in Afrika en Zuidoost-Azië, wat soms tot spanningen leidde met de nog succesvollere Britten en met de in dit opzicht minder succesvolle Duitsers. Af en toe werd er ook samengewerkt met andere Europese koloniale mogendheden, bijvoorbeeld tijdens de Koloniale Conferentie van Berlijn (1884-1885) en in China tijdens de anti-Europese Bokseropstand van 1900, waarbij er zelfs een Achtlandenalliantie van de grond kwam om hun eigen burgers in China te beschermen.

Renoirs Bal au Moulin de la Galette, 1876

In cultureel opzicht bleef Frankrijk toonaangevend; vooral literatuur en schilderkunst trokken internationale aandacht. Parijs is om die reden wel de 'hoofdstad van de 19e eeuw' genoemd. Wat daarbij ook hielp was dat het stratenplan en de infrastructuur in de jaren vijftig en zestig drastisch gemoderniseerd werden onder de energieke leiding van baron Haussmann. Daardoor heeft Parijs nu nog altijd grotendeels een 19e-eeuws aanzien. Sinds de gebroeders Lumière in 1895 de eerste filmvoorstelling ter wereld organiseerden met de door hen uitgevonden cinématographe, heeft Frankrijk zich ontwikkeld tot de tweede westerse filmproducent ter wereld (na de VS). Tot ver in de 20e eeuw trokken kunstenaars uit andere Europese landen, maar ook uit Noord-Amerika en Latijns-Amerika, naar Frankrijk (in het bijzonder Parijs) om het daar 'te maken'. Een musical als An American in Paris (1951) refereert hier duidelijk aan. Tot in de jaren 60 zou Parijs beschouwd worden als een brandpunt van intellectuele innovatie van meer dan nationaal belang.

### Eerste Wereldoorlog
In de 20e eeuw had Frankrijk in twee wereldoorlogen de Britten, de Amerikanen en de Russen nodig om zich de gevaarlijkste rivaal, Duitsland, van het lijf te houden. De Eerste Wereldoorlog (1914-1918) brak uit als een kettingreactie van oorlogsverklaringen, die mogelijk werd door het stelsel van bondgenootschappen tussen de grote Europese mogendheden. In 1870 was al gebleken dat het verenigde Duitsland veel sterker was dan Frankrijk en in WO I bleek Duitsland ook sterker te zijn dan de Britten en de Fransen samen. Zonder de Russen, die de Duitsers drie jaar lang aan het oostelijk front bezighielden en toen moesten opgeven, en de Amerikanen die vanaf april 1917 het westelijke front kwamen versterken, was de oorlog aan dat front slecht afgelopen voor Frankrijk. Een betrekkelijk klein deel van het grondgebied langs de Duitse en Belgische grens had direct te lijden van het oorlogsgeweld, maar omdat alle oorlogvoerenden verrast werden door de technische vooruitgang in de bewapening en logistiek, werd WO I verreweg de grootste slachtpartij in de geschiedenis en voor Frankrijk in het bijzonder; tot in de kleinste dorpjes zijn nu nog monumenten te zien voor de gevallenen voor het vaderland, de meesten in die oorlog.

### Interbellum
Elzas en Lotharingen kwamen na de oorlog weer in Franse handen, maar de prijs was ontstellend hoog geweest. Bij de onderhandelingen over het Verdrag van Versailles en de daaruit voortvloeiende Duitse herstelbetalingen en de Franse bezetting van het Rijnland werden de Fransen verteerd door wraakzucht. Veel Fransen hadden nog zwaardere voorwaarden willen opleggen om Duitsland voorgoed te breken. Er werd bijvoorbeeld voorgesteld om Duitsland weer op te splitsen in onafhankelijke staten zoals het geval was geweest vóór de oprichting van het Duitse keizerrijk. Maar vooral de Britten wilden daaraan niet meewerken om de Fransen niet al te sterk te maken op het continent. Maarschalk Ferdinand Foch merkte op: "dit is geen vrede, maar een wapenstilstand van twintig jaar." Hij zou niet meer meemaken hoe nauwkeurig hij gelijk kreeg. Van een nieuwe internationale orde die de vrede moest garanderen middels de Volkenbond kwam dan ook niets terecht, terwijl Duitslands macht in wezen ongebroken bleef. De obsessie met het Duitse gevaar leidde tussen 1928 en 1933 tot de bouw van de kostbare Maginotlinie aan de Italiaanse en vooral Duitse grens, waarachter de Fransen hoopten veilig te zijn. De harde voorwaarden van het Verdrag van Versailles droegen bij tot economische en politieke ontwrichting in Duitsland en daarmee tot de opkomst van het nationaalsocialisme. Toen het in 1933 aan de macht gekomen nazi-regime de 'ketenen van Versailles' afwierp, bleek dit heel snel in staat een dreiging te vormen voor de rest van Europa. De stalinistische Sovjet-Unie kwam toen (nog) niet in aanmerking als bondgenoot tegen Duitsland, terwijl de samenwerking met de Britten en de Amerikanen moeizaam verliep; die hadden wel enig begrip voor de Duitse weerzin tegen het Verdrag van Versailles en dreigen met een nieuwe oorlog tegen Duitsland was voor slechts weinig Britten of Amerikanen een denkbare optie. Ten aanzien van de Spaanse Burgeroorlog vonden de Britten en de Fransen het voorkomen van escalatie naar een nieuwe Europese oorlog het allerbelangrijkst. Zij namen in 1936 het initiatief tot een 'Non-interventie-comité', dat een wapenembargo voor beide strijdende partijen moest afdwingen. Daarvan kwam echter weinig terecht, omdat de Sovjet-Unie de linkse Tweede Spaanse Republiek en Duitsland en Italië de Falangistische opstandelingen openlijk en massaal steunden. Tot een volledige escalatie kwam het niet, maar dat zou slechts uitstel van executie blijken te zijn. 
 De binnenlandse situatie in Frankrijk werd gekenmerkt door stagnerende bevolkingsgroei en daarmee gepaard gaande demografische achterstand op Duitsland, die als gevaarlijk werd beschouwd. Er was felle politieke polarisatie tussen links en rechts, met op de rechtervleugel fascistoïde antisemitische bewegingen als het Croix-de-feu en de Action Française en op de linkervleugel een relatief sterke communistische partij, die zich in 1919 had afgescheiden van de reformistisch-socialistische SFIO. Een extreemrechtse anti-parlementaire demonstratie naar aanleiding van de Stavisky-affraire eiste op 6 februari 1934 15 doden en circa 2000 gewonden. In 1936 ontstond voor het eerst in de geschiedenis een democratisch gekozen Volksfront van socialisten en communisten, dat vier kabinetten zag komen en gaan, maar in september 1938 definitief ten onder ging aan overspannen verwachtingen en aan stakingen om die verwachtingen alsnog te realiseren.

### Tweede Wereldoorlog

#### Nederlaag
De Tweede Wereldoorlog (1939-1945), die voor Frankrijk en Duitsland in feite een voortzetting was van de eerste na een wapenstilstand van 20 jaar, was voor Frankrijk iets minder bloedig, maar psychologisch een even grote schok. In de jaren dertig hadden de Britten en de Fransen een Appeasementpolitiek gevolgd ten aanzien van nazi-Duitsland en het fascistische Italië. Op 23 augustus 1939 viel hun illusie in duigen: Duitsland en de Sovjet-Unie sloten tot veler verbijstering het Molotov-Ribbentroppact, een niet-aanvalsverdrag, dat Duitsland de speelruimte gaf om op 1 september Polen binnen te vallen. Er restte de Britten en de Fransen toen niets anders meer dan Duitsland de oorlog te verklaren, hoewel zij de middelen niet hadden om de Duitse opmars in Polen tegen te houden; deze werd gesteund door de Sovjet-Unie, die het oostelijke deel van Polen bezette. Het niet-aanvalsverdrag bleek dus ook een verdelingsplan ten aanzien van Polen te zijn. In april 1940 meenden de Duitsers de handen vrij te hebben om af te rekenen met hun vijanden in het westen, die niet veel meer hadden gedaan dan een schemeroorlog voeren. Alleen ter zee was er sprake geweest van een serieuze krachtmeting, tussen de Britten en de Duitsers. De Duitse strijdkrachten bleken veel beter lering getrokken te hebben uit de rampen van de Eerste Wereldoorlog dan de Franse, die vrijwel al hun kaarten hadden gezet op een statische verdediging vanuit de Maginotlinie. De nieuwe Duitse tactiek wordt wel aangeduid als Blitzkrieg, een volstrekt nieuw type oorlog, waarbij de nadruk ligt op mobiele pantserstrijdkrachten en tactische luchtsteun. Wat Duitsland in heel de Eerste Wereldoorlog niet gelukt was, voltrok zich in mei/juni 1940 tijdens de Slag om Frankrijk in enkele weken: een totale Franse nederlaag en bezetting door Duitsland, die Frankrijk zonder bondgenoten nooit ongedaan zou kunnen maken. Op 10 juni, toen Duitsland Frankrijk al vrijwel geheel op de knieën had, verklaarde Italië de oorlog aan Frankrijk, om nog wat grensgebieden te kunnen veroveren in de Franse Alpen. Dit lukte overigens maar zeer gedeeltelijk. De Britse bondgenoten konden in juni 1940 via Duinkerken maar net het vege lijf redden, met achterlating van honderdduizenden krijgsgevangenen en al hun materieel. De Britten en de Fransen hadden niet kunnen voorkomen dat Luxemburg, België, Nederland, Denemarken en Noorwegen door Duitsland veroverd werden. Duitsland zou in de volgende jaren ook de Franse administratie en economische middelen kunnen gebruiken voor zijn politieke en militaire doelstellingen.
Spanje, geleid door dictator Francisco Franco, bleef neutraal ondanks aandringen van Hitler. Als voorwaarde om Nazi-Duitsland militair te helpen, vroeg Spanje het bezit van de Franse kolonie Marokko, iets wat Hitler niet wou toestaan.

#### Vichyregime
Na de ondertekening van een wapenstilstand tussen Frankrijk en Duitsland werd de Derde Republiek opgeheven en in Zuidoost-Frankrijk het Vichyregime ingesteld, dat zich État français noemde, maar steeds meer een marionettenregime in Duitse handen werd; Noord- en West-Frankrijk werden door de Duitsers bezet gebied. De hoog bejaarde Philippe Pétain, een maarschalk die in de Eerste Wereldoorlog de held van de slag bij Verdun was geweest, fungeerde als een boegbeeld van conservatief patriottisme. In bezet Frankrijk speelde het verzet (op het platteland heette die de Maquis) een actieve rol, die werd gesteund vanuit Engeland, maar het was lang niet voldoende om de Duitse bezetter te verdrijven.

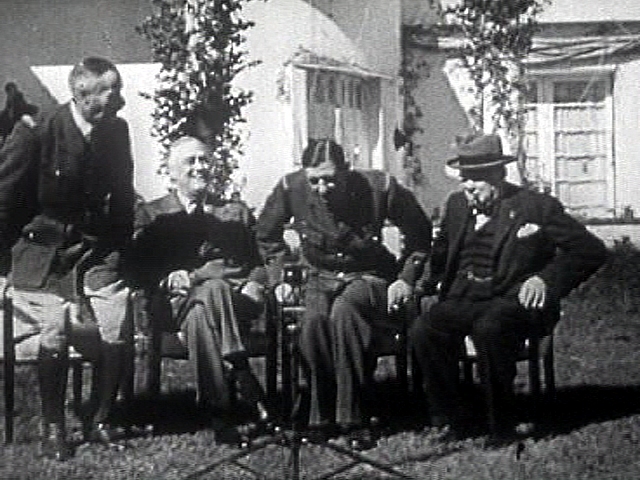
Generaal van de Vrije Fransen Henri Giraud (links) en Charles de Gaulle met Roosevelt en Churchill op de conferentie van Casablanca, 14 januari 1943

In het algemeen werd het Vichy-regime als legitiem ervaren, al was het maar omdat de in ballingschap opererende Charles de Gaulle met zijn Vrije Fransen niet als serieus alternatief werd beschouwd. Het Vichyregime heeft uit eigen beweging joden opgepakt en laten afvoeren naar Duitse vernietigingskampen en verzette zich tegen de Geallieerde invasie op zijn koloniale grondgebied in Marokko, in november 1942. Van toen af aan werden ook in het Vichy-gebied Duitse troepen gelegerd, omdat Duitsland een geallieerde invasie vanuit Noord-Afrika vreesde.

#### Ballingschap, verzet en bevrijding
In de Franse koloniën en andere overzeese gebiedsdelen organiseerden de Vrije Fransen na een moeizaam begin hun strijdkrachten onder leiding van generaal Charles de Gaulle, die eerst de politiek minder getalenteerde generaal Giraud opzij moest schuiven. De Vrije Fransen werden op den duur enigszins serieus genomen door hun Britse en Amerikaanse bondgenoten. Vooral de Amerikaanse president Roosevelt zag lange tijd meer in het Vichy-regime dan in De Gaulle; volgens Roosevelt was die slechts een balling die in zijn eigen land bij verstek ter dood veroordeeld was. De Vrije Fransen vochten zij aan zij met de Britten en de Amerikanen in Noord-Afrika, Syrië en Libanon, niet alleen tegen de Duitsers en Italianen, maar ook tegen het Vichy-regime, dat nog altijd de scepter zwaaide in veel Franse koloniën en protectoraten. In juni 1944 was eindelijk de bevrijding van het eigen land aan de beurt. De Vrije Fransen namen deel aan de Invasie in Normandië in juni 1944, die voor het grootste deel door Amerikaanse, Britse en Canadese troepen werd uitgevoerd. Bij de daarop volgende ruim twee maanden durende Slag om Normandië vielen honderdduizenden doden en gewonden aan beide zijden, gepaard gaand aan enorme verwoestingen. Steden als Caen en Saint-Lô werd praktisch met de grond gelijk gemaakt. In de eerste drie maanden na de Invasie vielen er ook zo'n 20.000 doden onder de Franse burgerbevolking. Het Franse binnenlandse verzet deed nuttig werk met het saboteren van Duitse verbindingen en transporten, wat tot zware Duitse represailles leidde. Het bloedbad van Oradour-sur-Glane is er het beruchtste voorbeeld van. Op 15 augustus 1944 vielen de geallieerden de Côte d'Azur binnen met de amfibische operatie Dragoon, om zo de Duitsers te dwingen hun krachten nog verder te verdelen. Het geheel in diskrediet geraakte Vichy-regime verdween als sneeuw voor de zon en er vonden op grote schaal wraakacties plaats tegen collaborateurs. Na vier jaar ballingschap kon Charles de Gaulle op 25 augustus 1944 een emotionele intocht in Parijs houden, waar hij op 10 september 1944 een Voorlopige Franse Regering installeerde, die ook door de Geallieerden erkend werd. De Gaulle probeerde onmiddellijk een eigen soevereine rol te spelen door het Franse verzet op te nemen in de reguliere Franse strijdkrachten en door zich te bemoeien met het verloop van de strijd tegen Duitsland, wat nog al eens tot ruzie met de Britten en de Amerikanen leidde. Pas in februari 1945 werden na zware gevechten in de Elzas de laatste Duitse troepen van Frans grondgebied verdreven. In diezelfde maand werd de Conferentie van Jalta gehouden door de Britten, Amerikanen en Russen over de toekomst van Europa en de voortzetting van de oorlog tegen Japan. De Gaulle werd blijkbaar nog niet voldoende serieus genomen om daar te worden uitgenodigd.

## Moderne tijd na 1945

### Vierde Republiek (1945–1958) en dekolonisatie
Over één ding waren de Fransen het na de bevrijding eens: de derde republiek die in 1940 ten onder was gegaan, zou niet terugkeren, maar daarmee hield de overeenstemming op. De Gaulle, hoofd van de voorlopige regering, wilde een versterkte uitvoerende macht, waarin hij voor zichzelf een leidende rol op het oog had. De meerderheid van de in 1946 gekozen Grondwetgevende Vergadering koos echter voor het andere uiterste: een almachtig parlement. De Gaulles voorlopige regering ruimde het veld voor de Vierde Republiek en De Gaulle trok zich terug uit de politiek om zijn memoires te schrijven. De Vierde Republiek leed vervolgens aan chronische politieke instabiliteit.
Frankrijk werd evenals de andere Europese koloniale mogendheden overschaduwd door de twee nieuwe supermachten, Amerika en de Sovjet-Unie. Zij waren de echte winnaars van de Tweede Wereldoorlog en verdeelden een groot deel van de wereld in twee invloedssferen waartussen de nog grotendeels gekoloniseerde derde wereld klem kwam te zitten. Dit terwijl de koloniale mogendheden niet alleen in de perceptie van de gekoloniseerde volkeren hun onaantastbaarheid kwijt waren, maar ook feitelijk uitgeput waren. Dit maakte het verlies van het Franse koloniale rijk (evenals het Britse en Nederlandse) vrijwel onvermijdelijk. Niettemin verzette Frankrijk zich heftig in Vietnam (tot 1954) en Algerije (tot 1962) en in nauwe samenwerking met de Britten tijdens de Suezcrisis (1956). Keer op keer bleek dat het koloniale tijdperk op zijn einde liep. Niet alleen de Sovjet-Unie, maar ook Amerika was voor dekolonisatie, omdat dit land zich beschouwt als voortgekomen uit de allereerste dekolonisatie en bovendien om invloed in de derde wereld te winnen ten koste van de Sovjet-Unie. Vanaf 1960 stelden de Fransen zich soepeler op; de rest van Frans koloniaal Afrika kon zonder bloedvergieten onafhankelijk worden en bleef veelal in de Franse invloedssfeer, zowel cultureel als economisch.
De permanente zetel in de Veiligheidsraad van de VN, met vetorecht, dankt Frankrijk aan de status van overwinnaar in de Tweede Wereldoorlog. Sinds 1945 heeft het Frans als wereldtaal echter veel terrein verloren, vooral aan het Engels.
Frankrijk werd een van de voortrekkers van de Europese integratie, eerst in de EGKS, later in de EEG en de EU, met als primair doel de verwoestende rivaliteit tussen de Europese mogendheden te beteugelen en het Duitse demografische, economische en militaire overwicht te neutraliseren. Zoals alle andere lidstaten had ook Frankrijk echter af en toe moeite met het inleveren van nationale soevereiniteit; zo werd in 1954 de Europese Defensiegemeenschap door het Franse parlement afgewezen, ook al was de eigen regering een van de initiatiefnemers ervan. De Franse rol in de EU is echter altijd zeer sterk geweest en heeft Frankrijk ook geen windeieren gelegd. Het grote aandeel dat Frankrijk ontvangt van de Europese landbouwsubsidies heeft met enige regelmaat geleid tot fricties met de Europese partners.
De gevolgen van het verlies van de koloniën zijn nogal meegevallen. Het land heeft een inhaalslag gemaakt in industriële ontwikkeling, urbanisatie en, in mindere mate, in bevolkingsgroei. De eerste dertig jaar na de Tweede Wereldoorlog worden daarom weleens les trente glorieuses genoemd, ondanks de politieke instabiliteit tijdens de Vierde Republiek (1944-1958) en de verloren koloniale oorlogen. Frankrijk onderhoudt zelfs vrij goede contacten met post-koloniale regimes in een Franse invloedssfeer, waarbij herhaaldelijk het Vreemdelingenlegioen ingezet werd om bevriende regimes in het zadel te houden. Dit leverde Frankrijk nog al eens een beschuldiging van neokolonialisme op. Tot op heden zijn de Organisatie van Afrikaanse Eenheid en de opvolger ervan, de African Union er overigens niet in geslaagd een geloofwaardig alternatief te bieden op het punt van conflictbeheersing. Ook interventies van de Verenigde Naties, als die al van de grond komen, verlopen moeizaam.
Frankrijk was in 1957 een van de grondleggers van de Europese Unie.

### Vijfde Republiek tot 1995
In 1958 maakte de Gaulle een geweldige comeback in de politiek toen de Algerijnse Oorlog uitzichtloos was geworden. Hij kreeg toen de kans zijn politieke visie te verwezenlijken. De door hem ingevoerde staatkundige hervormingen, met een aanzienlijke versterking van de uitvoerende macht met een president aan het hoofd, hebben de Vijfde Republiek een behoorlijke politieke stabiliteit gegeven. Hijzelf werd de eerste president. Zijn beleid was niet zo makkelijk van een politiek etiket te voorzien. Zijn vurige patriottisme en zijn autoritaire stijl waren wellicht als rechts te beschouwen, maar hij was niet afkerig van staatsbemoeienis met de economie en zijn antiamerikanisme in de buitenlandse politiek evenals zijn eigengereide streven naar 'detente' met de Sovjet-Unie vielen goed bij links en rechts.

De hoofddoelstellingen van het Franse buitenlands beleid zijn sindsdien: door middel van Europese integratie het natuurlijke Duitse overwicht te beteugelen en een sleutelrol te spelen bij het uitbouwen van Europa tot een mogendheid die op gelijke voet staat met de andere grote mogendheden, in de eerste plaats de VS, maar ook Rusland en recentelijk China. De actieve rol in de Franse post-koloniale invloedssfeer, de semi-onafhankelijke rol in de NAVO en de eigen onafhankelijke nucleaire afschrikkingsmacht sluiten hier logisch op aan.
De Gaulles schepping bleek zijn aftreden in 1969 en zijn dood in 1970 met gemak te overleven, niet alleen onder rechtse presidenten, maar ook onder de linkse president François Mitterrand, die de uitroeping van de Vijfde Republiek ooit had bestempeld als een 'permanente staatsgreep'; zelfs 'cohabitatie' tussen een president en een regering van een andere politieke richting blijkt mogelijk te zijn.
Een onverwacht gevolg van de dekolonisatie was dat niet alleen de ca. 900.000 'pieds noirs', de Europese kolonisten uit Algerije in 1962 een goed heenkomen zochten in het voormalige moederland, maar ook miljoenen inwoners uit de voormalige koloniën, en dat velen nog steeds proberen dit te doen. Tegenwoordig is bijna 10% van de bevolking een immigrant uit een voormalige kolonie of een nakomeling daarvan. Dit heeft politieke gevolgen gehad, zoals de opkomst sinds de jaren zeventig van het Front National, dat niet alleen extreemrechts en xenofoob genoemd wordt maar waarvan de eerste leider Jean-Marie Le Pen zich bovendien vergoelijkend uitgelaten heeft over de bezetting door de nazi's van Frankrijk en de Holocaust een 'detail in de geschiedenis van de Tweede Wereldoorlog' noemde.

### Presidentschap Chirac (1995–2007)
Onder het presidentschap van de gaullistische Jacques Chirac (vanaf 1995) werd een algemeen gevoel van malaise merkbaar, dat ook door deze president zelf werd geconstateerd. Dit heeft geleid tot een golf van publicaties die wel onder de noemer 'déclinologie' worden gebracht, alsof het een tak van wetenschap is.

De malaise wordt (deels) herleid tot twee actuele uitdagingen: de globalisering, waarbij het vergroten van de internationale concurrentiekracht van de Franse economie idealiter gecombineerd wordt met het behoud van de verzorgingsstaat, baanzekerheid en de al of niet vermeende 'douceur' in de levensstijl. Een andere grote uitdaging is de multiculturele samenleving die Frankrijk de facto al is, maar waarop de klassieke republikeinse bestuursvorm, die uitgaat van geïndividualiseerde, gelijkwaardige burgers in een centralistische seculiere eenheidsstaat, onvoldoende greep lijkt te hebben. Beide kwesties hebben ertoe bijgedragen dat het Front National (vanaf 2011 onder leiding van Marine Le Pen, dochter van de oprichter Jean-Marie Le Pen) stabiele en stevige aanhang verwierf.
Een belangrijke wijziging in de buitenlandse politiek sinds het einde van de Koude Oorlog was de terugkeer in 1995 van Frankrijk in het militaire comité van de NAVO (van het politieke comité was het altijd lid gebleven).
Sinds 2001 deed Frankrijk volop mee met de VS en andere bondgenoten in Afghanistan in de interventie in dat land. Frankrijk heeft op 1 januari 2002 als munteenheid de Franse franc verruild voor de euro. Bij de presidentsverkiezingen in 2002 behaalde in de eerste ronde, achter de zittende president Jacques Chirac (20%), Jean-Marie Le Pen van het Front National de tweede plaats (17%), nog voor de kandidaat van de Parti socialiste, Lionel Jospin (16%). De tweede ronde werd gewonnen door Jacques Chirac, omdat die door links als het minste kwaad werd beschouwd.

In 2003 wees Frankrijk de door de VS geleide invasie in Irak in af.
Sociale spanningen onder kansarme immigranten kwamen tot uitbarsting in november 2005 in de voorsteden van Parijs en vele andere steden.

### Presidentschap Sarkozy (2007–2012)
Een belangrijk punt bij de presidentsverkiezingen van 2007 was het aanscherpen van de immigratiewetten. De belangrijkste rechtse kandidaat Nicolas Sarkozy trok op dat vlak een hardere lijn dan de socialistische kandidaat Ségolène Royal. Zij haalden, met respectievelijk 31 en 26%, de tweede ronde, voor François Bayrou (19%) en Jean-Marie Le Pen (10%); Sarkozy won de tweede ronde.
Frankrijk (kernmacht) steunde en steunt de VS (kernmacht) in de bestrijding van vermeende nucleaire ambities van Iran.
In 2009 werden de Franse strijdkrachten gere-integreerd in de bevelstructuur van de NAVO, al behoudt Frankrijk zijn onafhankelijke nucleaire afschrikking en blijft het zich het recht voorbehouden op een eigen koers.
In oktober 2010 werd door de Senaat een verhoging van de pensioengerechtigde leeftijd van 60 naar 62 jaar goedgekeurd. Naar de maatstaven van andere westerse landen is dat nog laag, maar het leidde niettemin tot felle protestacties van vakbonden en de linkse oppositie. Fransen hebben de neiging zich krachtig te verzetten als de machthebbers proberen het traditionele streven naar autarkie, het uitgebreide stelsel van subsidies en sociale zekerheid en genereuze pensioenregelingen te doorbreken om Frankrijk weerbaarder te maken in de internationale concurrentiestrijd.
In het voorjaar van 2011 was Frankrijk een van de voortvarendste westerse landen bij deinterventie in Libië, om daar de opstandelingen te beschermen tegen uitroeiing door het regime van Moammar al-Qadhafi. Op 17 maart 2011 werd de Libische no-flyzone ingesteld naar aanleiding van een resolutie van de Veiligheidsraad van de VN. Deze no-flyzone heeft zeker bijgedragen aan de val van het regime van Qadhafi; sindsdien verkeert Libië echter in staat van chaos.

### Presidentschap Hollande (2012 - 2017)

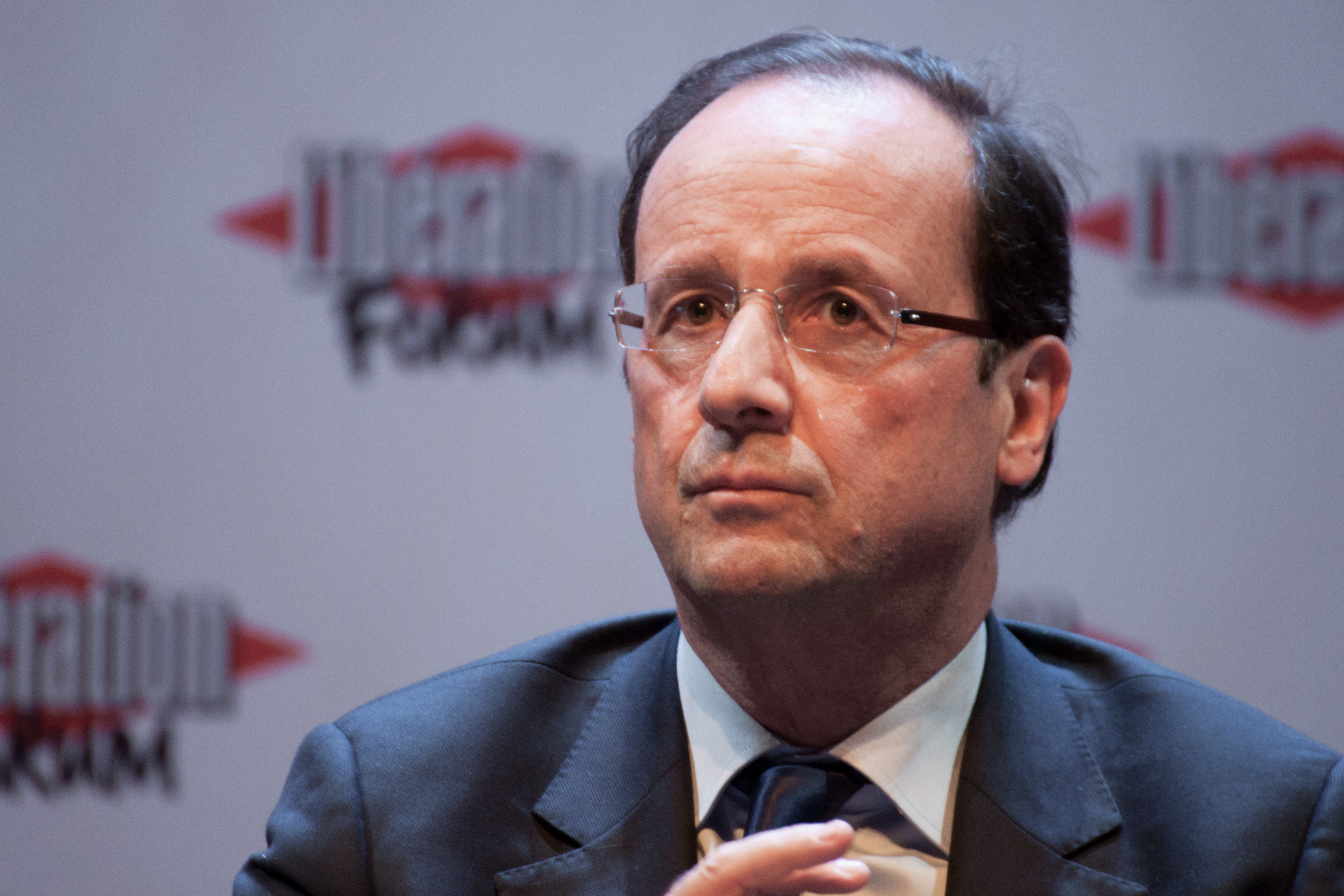
François Hollande, in januari 2012

In de presidentsverkiezingen op 6 mei 2012 lijken de economische problemen van Frankrijk de zittende president Sarkozy parten te hebben gespeeld; in zijn plaats werd de socialistische kandidaat François Hollande tot president gekozen.

In januari 2013 intervenieerde Frankrijk in de Malinese Burgeroorlog 2012-2013 min of meer op eigen initiatief, maar wel met politieke steun van de EU en in samenwerking met de ECOWAS, om te voorkomen dat islamistische rebellen de overhand zouden krijgen. Deze operatie wordt beschouwd als een ‘Franse en Malinese overwinning’; in juni 2013 werden er presidentsverkiezingen gehouden in Mali.
Onder Hollandes leiding bleek het, net als onder Sarkozy, niet eenvoudig om de pensioenen te hervormen en de werkloosheid te bestrijden. Een van de maatregelen ter bevordering van de economie en de werkgelegenheid is de in 2016 voorgestelde wet voor soepeler arbeidswetgeving, bijgenaamd de Wet El Khomri. Deze is in mei 2016 in eerste lezing door het parlement (de Assemblée) geloodst maar nog lang niet zeker, en bleef leiden tot felle straatprotesten. In juni van dat jaar werd deze wet niettemin definitief goedgekeurd.

#### 2015-2016; diverse aanslagen en afkondiging noodtoestand
Op 7 januari 2015 werd de Franse hoofdstad, Parijs, getroffen door een terreuraanslag op de redactie van weekblad ‘Charlie Hebdo’: twaalf van de aanwezige twintig redactieleden werden door twee daders met kalasjnikovs neergemaaid.

Op 13 november 2015 werd Parijs getroffen door een serie gecoördineerde terreuraanslagen met in totaal 130 dodelijke slachtoffers. De aanslag werd opgeëist door ISIS als vergelding voor de Franse aanvallen op ISIS in Irak en Syrië. Nog diezelfde dag kondigde president Hollande de noodtoestand af, die daarna meerdere malen werd verlengd, onder meer naar aanleiding van de nieuwe aanslag in Nice op 14 juli 2016. Onder deze noodtoestand kunnen autoriteiten makkelijker zonder rechterlijk bevel huiszoeking doen of huisarrest opleggen.
Sinds 13 november 2015 draaien politie en leger permanent overuren; daarbij worden ze ook nog tijdens demonstraties, bijvoorbeeld tegen de Wet El Khomri, bekogeld met stenen en staven, waardoor al 300 agenten gewond raakten. Agenten en militairen zijn die haat en werkdruk beu, en lijken hun hoop vooral te vestigen op Front National. François Heisbourg, veiligheidsadviseur van diverse Franse regeringen, bekritiseert deze noodtoestand; hij vindt een noodtoestand van enkele dagen in een democratie nuttig, maar stelt dat de democratische rechtsstaat juist zou worden ondermijnd als een noodtoestand langer duurt. Daarbij worden volgens Heisbourg vele ‘vergissingen’ gemaakt die juist leiden tot verdere (moslim)radicalisering en polarisatie in Frankrijk; het land heeft met vijf miljoen man de grootste moslimpopulatie van Europa. Er rees onder de Franse bevolking nochtans weinig verzet tegen de noodtoestand.
Het hoofd van de Franse binnenlandse veiligheidsdienst (DGSI), Patrick Calvar, stelde eind mei 2016 in een hoorzitting in het Franse parlement dat Frankrijk op de rand van burgeroorlog stond. Politicoloog en islamkenner Gilles Kepel verklaarde dat zo’n burgeroorlog inderdaad was wat IS beoogde.
Op donderdag 14 juli 2016, de Franse nationale feestdag, reed een Frans-Tunesische man met een grote vrachtwagen in op de menigte die had staan kijken naar het traditionele vuurwerk in de stad Nice, en joeg daarmee zeker 84 mensen de dood in. President Hollande verlengde daarop de noodtoestand met drie maanden.

### Presidentschap Macron (2017 - )
Op 7 mei 2017 is Emmanuel Macron, afkomstig uit de Socialistische Partij en leider van de door hem opgerichte beweging 'En Marche' verkozen, waarbij hij de 'gevestigde partijen' een zware nederlaag toebracht. Op 14 mei is hij op 39-jarige leeftijd (en daarmee de jongste Franse leider sinds Napoleon Bonaparte) beëdigd als president van de Republiek.
Geschiedenis van:
Albanië · Andorra · Azerbeidzjan · België (Vlaanderen, Wallonië) · Bosnië en Herzegovina · Bulgarije · Denemarken · Duitsland · Estland · Faeröer · Finland · Frankrijk (Bretagne, Corsica) · Georgië · Griekenland · Hongarije · Ierland · Italië (Sicilië) · Kosovo · Kroatië · Letland · Liechtenstein · Litouwen · Luxemburg · Malta · Moldavië · Monaco · Montenegro · Nederland · Noord-Macedonië · Noorwegen · Oekraïne · Oostenrijk · Polen · Portugal · Roemenië · Rusland (Tsjetsjenië) · San Marino · Servië · Slovenië · Slowakije · Spanje (Catalonië, Galicië) · Tsjechië · Turkije · Vaticaanstad · Verenigd Koninkrijk (Engeland, Schotland, Wales, Noord-Ierland) · Wit-Rusland · IJsland · Zweden · Zwitserland
Balkan · Britse Eilanden · Kaukasus · Lage Landen · Oost-Europa · Scandinavië